# Dur Sharrukin

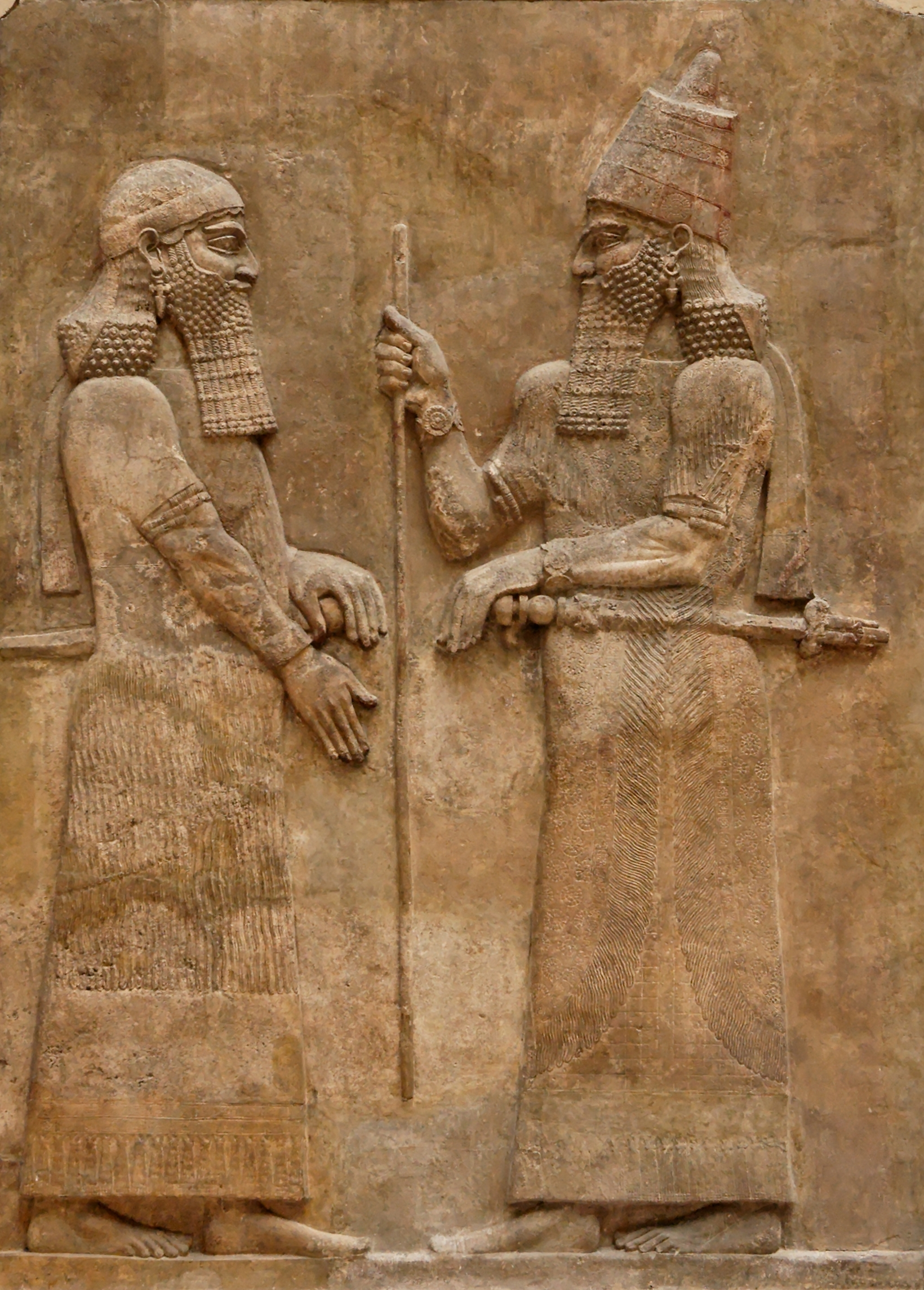
Sargón II reunido con un dignatario. Bajorrelieve en el muro del palacio de Sargon II en Dur Sharrukin, Asiria (actualmente Khorsabad, en Irak), ca. 716–713 A. C.

Dur Sharrukin (Dūr-Šarrukīn o Dūr-Šarrukēn, literalmente , "la fortaleza de Sargón" en asirio) fue una ciudad amurallada. Situada cerca de la actual aldea de Jorsabad (zona habitada por el pueblo asirio), en el norte del Irak, a unos 15 km de Mosul y a 20 km al norte de Nínive, fue una de las capitales de la antigua Asiria. Inaugurada en el 707 a. C. por el rey Sargón II (721-705 a. C.), la ciudad fue abandonada, parcialmente inacabada, a su muerte en el 705 a. C. en favor de la nueva capital, Nínive.
La ciudad tenía unas dimensiones aproximadas de 1760 × 1635 metros (fue la capital más pequeña de Asiria). La longitud de los muros era de 16280 unidades asirias, cifra que correspondía con el valor numérico del nombre de Sargón. Las tierras de alrededor se cultivaron con olivos, en un intento de paliar el déficit de aceite de Asiria. La ciudad fue colonizada en parte con prisioneros de guerra y deportados bajo control de oficiales asirios que debían asegurarse que estos eran suficientemente respetuosos con los dioses y el rey.
Su construcción, en un sitio casi desocupado, es una empresa enorme que movilizó los considerables recursos del imperio asirio durante unos diez años. Esta gran ciudad de forma cuadrangular está defendida por una gruesa muralla. Su principal conjunto monumental incluye un vasto palacio real, erigido en una terraza artificial, que comprende varios grandes patios y docenas de habitaciones, decoradas con esculturas monumentales y numerosos bajorrelieves que ilustran el poder que alcanzó el imperio a finales del siglo VII a. C.. Cerca, aislados en el mismo recinto interior del palacio, hay varios otros grandes edificios residenciales y administrativos y templos, que iban a formar el corazón del imperio. Otros edificios fueron erigidos en el sitio antes de que fuera abandonado, incluyendo un palacio que sirve como arsenal en otra terraza al otro lado del sitio.
La ciudad se rodeó con una muralla defendida por 150 torres y contaba con ocho puertas. En el sector norte se edificó una ciudadela sobre una plataforma de entre 14 y 18 metros, que contenía un ziggurat y un grandioso templo con seis santuarios, además del palacio real, un complejo conjunto de patios, salones y almacenes, con más de doscientas dependencias. 
El palacio estaba totalmente revestido de mármol y relieves en piedra y bronce. La puerta principal del palacio estaba protegida por "el héroe del león" -posiblemente representación de Gilgamesh- entre parejas de toros antropomorfos alados (lamassu). El palacio se comunicaba con el templo de Nabu mediante un viaducto. Además había otras edificaciones religiosas dedicadas a los diferentes dioses y otras edificaciones civiles para residencia de dignatarios.
A la muerte de Sargón II, su hijo Senaquerib trasladó la capital a Nínive, más al sur.
Construido y luego despoblado, nunca ocupado por un asentamiento importante, el sitio de Jorsabad estaba notablemente bien conservado cuando se realizaron allí las primeras excavaciones en los decenios de 1840 y 1850. Es el primer sitio de la antigua Mesopotamia que ha sido objeto de varias campañas ambiciosas, dirigidas por los cónsules franceses establecidos en Mosul, que contribuyeron significativamente al redescubrimiento del Imperio asirio, aunque la ciudad nunca fue realmente como los otros dos sitios principales descubiertos al mismo tiempo, Nimrud (la antigua Kalkhu) y Quyunjik (Nínive). Muchas de las esculturas desenterradas en ese momento se encuentran ahora en el Museo del Louvre de París, donde fueron transportadas tras su redescubrimiento. Posteriores campañas de excavación, llevadas a cabo por equipos americanos de 1929 a 1935, han mejorado el conocimiento de este sitio con métodos arqueológicos más avanzados que los de los pioneros que lo redescubrieron.

## Descubrimiento y excavaciones

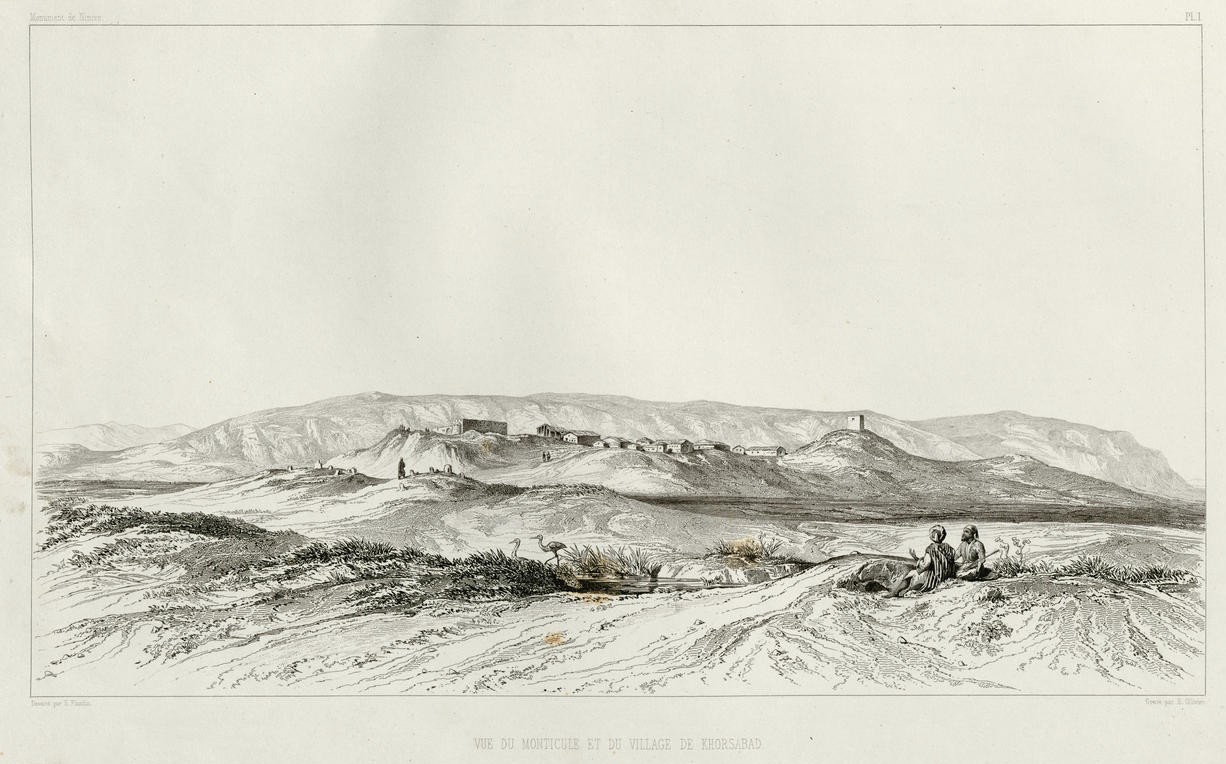
El montículo de Jorsabad en la época de las excavaciones francesas, diseñado por Eugène Flandin.

Korsabad fue el primero de los sitios antiguos mesopotámicos en ser objeto de excavaciones de gran escala. El recuerdo de la ubicación de una gran ciudad antigua no se había perdido entre los habitantes de la zona, ya que en el siglo XIII, el geógrafo  Yaqout al-Rumi  localizó cerca del pueblo de Jorsabad las «ruinas de Ṣar'on», lo que sugiere que el nombre antiguo del sitio había sido conservado en una forma alterada.Frame, 1997, p. 296 En 1843, cuando el sitio fue objeto de la atención del cónsul francés en Mosul, Paul-Émile Botta, los europeos activos en la región que sabían que era la antigua Asiria, buscaban la ciudad de la que en la Biblia y en los escritores griegos más se hablaba, Nínive, ya que ninguna fuente antigua conocida  evocaba Dur Sharrukin cuya memoria se había perdido.

### Las excavaciones de los cónsules franceses
En marzo de 1843, tres años después de que Luis Felipe I de Francia creara el consulado francés en Mosul, Paul-Émile Botta partió para ocupar su puesto de cónsul. En 1842, mientras era cónsul en Trípoli, ya había excavado el Tell de Kuyundik a sus expensas, creyendo que había encontrado la Nínive bíblica.  No excavó en el lugar correcto, y se fue sin ningún resultado. Informado por los lugareños de que había restos cerca de la aldea de Jorsabad a 16 km al noreste de Mosul, comenzó a trasladar su investigación allí, creyendo que había encontrado la ciudad que buscaba. Obtuvo subsidios de Francia y un dibujante, Eugène Flandin. Compró el sitio, compensando a los aldeanos que vivían allí y que fueron reubicados un poco más lejos, y luego comenzó a excavar la terraza del palacio en 1843, descubriendo ortostatos tallados, lo que le impulsó a seguir su empresa con más ambición a partir de octubre de 1844. Todos los descubrimientos realizados en este sitio permitieron conocer mejor el arte asirio, gracias a los dibujos de Flandes y al envío de las primeras piezas a la metrópoli francesa, que se expusieron en el Louvre en la colección asiria inaugurada por el rey en 1847.

Botta partió de Mosul en julio de 1845 para ir a presentar sus descubrimientos en Francia. Las excavaciones continuaron solo esporádicamente en los años siguientes (por instigación del inglés Austen Henry Layard entre 1846 y 1849) antes de la llegada en enero de 1852 de un nuevo cónsul francés en Mosul: Victor Place, asistido por Félix Thomas, arquitecto y dibujante, y Gabriel Tranchard, que se encargó de fotografiar la evolución de las excavaciones (lo cual era muy innovador en ese momento porque esta técnica estaba todavía en sus inicios),) constituyendo así una valiosa documentación para este período de los comienzos de la arqueología oriental.  Place continuó las excavaciones de su predecesor en el sector palaciego, pero también en otras partes de la ciudad (Puerta n.º 3, Edificio G) hasta su partida en 1855. Su misión también era encontrar y enviar más objetos para las colecciones del Louvre. Pero solo 26 cajas de 235 llegarían a su destino: el 21 de mayo de 1855, mientras las antigüedades enviadas a Francia navegaban por el Tigris, el convoy fue atacado por las tribus locales y la gran mayoría de las antigüedades se hundió en el fondo del río. No han sido encontrados hasta hoy, y solo se conocen por los dibujos que se hicieron de ellos anteriormente.

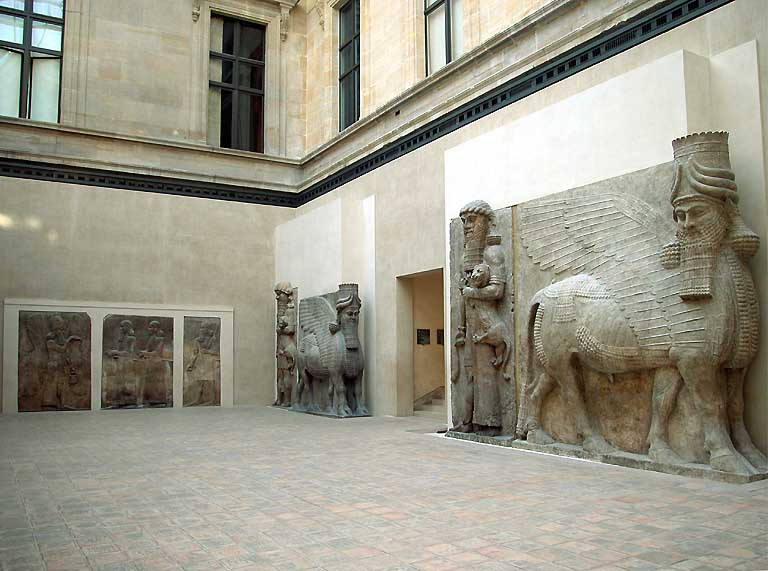
El Patio de Jorsabad en el Louvre (agosto de 2007).

Las principales obras encontradas durante las excavaciones francesas que llegaron a Francia se exhiben en el Museo del Louvre de París, actualmente en el "Patio de Jorsabad", en la planta baja del ala Richelieu, donde las esculturas se han colocado en su posición original.

### Las excavaciones de la Universidad de Chicago

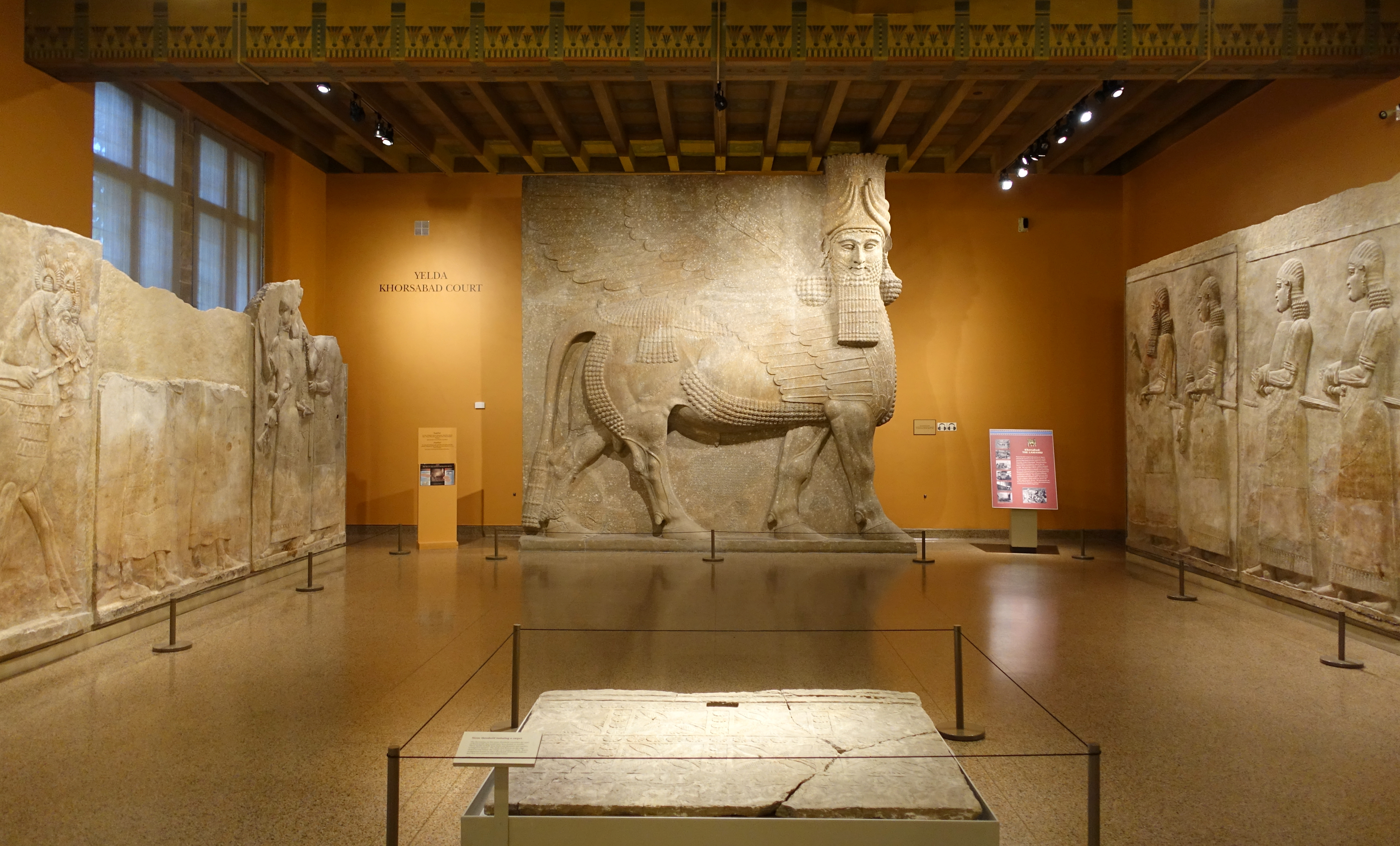
La Khorsabad Court en el museo del Instituto Oriental de Chicago (agosto de 2014).

Las excavaciones en Jorsabad se detuvieron después de la época de Place, cuando los descubrimientos hechos en Kuyunjik revelaron que era este último el que contenía las ruinas de Nínive. Las excavaciones no se reanudaron hasta finales del decenio de 1920, cuando arqueólogos estadounidenses del Instituto Oriental de Chicago se hicieron cargo del sitio, bajo la dirección de Edward Chiera en 1929 y luego de Gordon Loud hasta 1935. Gracias a la experiencia de las obras que se habían multiplicado entre tanto en Mesopotamia, en particular en las otras tres capitales asirias (Assur, Nimrud y Nínive), así como a los progresos más generales de la disciplina arqueológica, pudieron reanudar y ampliar la labor de los cónsules franceses, cuestionando repetidamente sus conclusiones. Excavaron nuevas esculturas en el área del palacio, identificaron el salón del trono y estudiaron la organización arquitectónica general de la ciudad y el palacio. De esta manera, destacaron el hecho de que el palacio tenía una planta menos regular que la encontrada anteriormente, ya que sus paredes no eran paralelas como pensaba el equipo de excavación francés. El área presentada como un harén por los excavadores franceses fue identificada más correctamente como templos a la luz de los conocimientos adquiridos sobre la arquitectura religiosa mesopotámica. Se excavaron nuevos edificios: el templo y los pequeños palacios a los pies del Palacio Real, el Edificio Z en la ciudad baja, la zona del Palacio F (el Arsenal) y la Puerta n.º 7. Estas campañas permitieron aclarar la imagen de la ciudad de Dur-Sharrukin, proporcionando un estudio más científico de su arquitectura y urbanismo.

### Excavaciones iraquíes
Las últimas campañas de excavación realizadas en Jorsabad fueron llevadas a cabo por un equipo de la Dirección General de Antigüedades del Irak dirigido por Behnat Abu al-Soof en 1957. Solo se referían a un templo aislado cerca de la acrópolis, dedicado a las deidades de Sebitti.

### Destrucciones recientes
Tras la expansión del Estado Islámico en el norte del Irak en 2014, el Estado Islámico emprendió la destrucción de varios sitios preislámicos de la región, cuyas estatuas y monumentos se consideraban «idólatras». Al igual que Nimrud y Nínive, Jorsabad fue víctima de su destructiva empresa a principios de marzo de 2015, según los informes del Ministro de Turismo y Antigüedades del Irak; según informes dispersos del sitio, sus muros y templos fueron arrasados. Los restos arqueológicos y las ruinas de la ciudad fueron totalmente destruidos en marzo de 2015.

## Construcción de Dur-Sharrukin
El sitio de Dur-Sharrukin forma parte de una tradición de construcción de nuevas capitales asirias, marcada por los precedentes de Kar-Tukulti-Ninurta y especialmente Kalkhu (Nimrud) antes y justo después de la de Nínive. La particularidad de Dur-Sharrukin es que fue creado en un sitio casi virgen, ocupado solo por una aldea, y en el que una capital asiria con todos sus atributos habituales (murallas, palacio real, templos, residencias de la élite, arsenal) pudo desarrollarse en unos diez años, del 717 al 706 a. C. La historia de la ciudad se paralizó prácticamente, ya que tan pronto como se terminaron las obras en el año 705 a. C., su fundador murió y su sucesor Senaquerib decidió trasladar la capital a Nínive. Por lo tanto, Dur-Sharrukin nunca fue la capital de Asiria, y fue poco ocupada en los años siguientes, antes de ser abandonada y caer en ruinas después de la caída del imperio en el 612 a. C.
La construcción de Dur-Sharrukin está bien documentada. Según la tradición de las inscripciones reales asirias, Sargón II hizo grabar un texto fundacional en cuatro tablillas, en oro, cobre, plata y magnesita, colocadas en una caja de alabastro descubierta en la época de las excavaciones de Victor Place. Incluyen el relato de la construcción, y concluyen con bendiciones para la ciudad y el rey, así como maldiciones contra aquellos que los ultrajen. Historias similares, a menudo con pocas variaciones, se encuentran en otros medios de comunicación, en particular las estatuas de toros androcéfalos alados. Estas fuentes oficiales se complementan con cartas de la correspondencia de Sargón II que fueron desenterradas en el palacio de Nínive (donde debieron ser trasladadas por su hijo Senaquerib cuando se instaló allí). Hay alrededor de 110 de ellos (para los que se pudieron identificar), y ofrecen una visión menos idealizada de la construcción de Dur-Sharrukin, exponiendo más aspectos de la tierra. Estas fuentes muestran que el monarca estaba muy involucrado en el sitio de construcción, y que los responsables se mantuvieron bajo constante presión para completar el proyecto lo más rápido posible1.

### Decisión y planificación

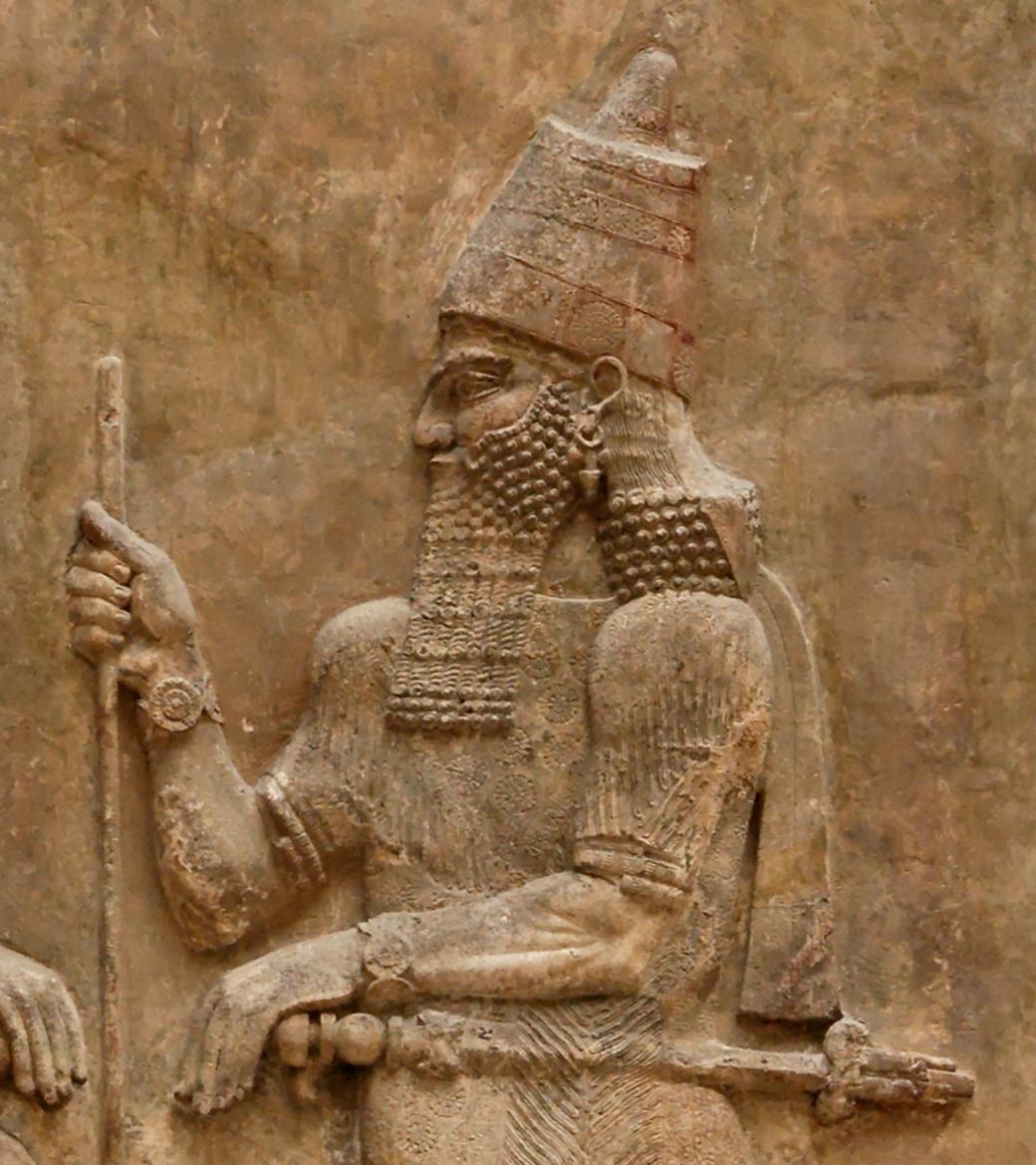
Sargón II], detalle de un bajorrelieve de l murod L del palacio de Dur-Sharrukin. Museo del Louvre.

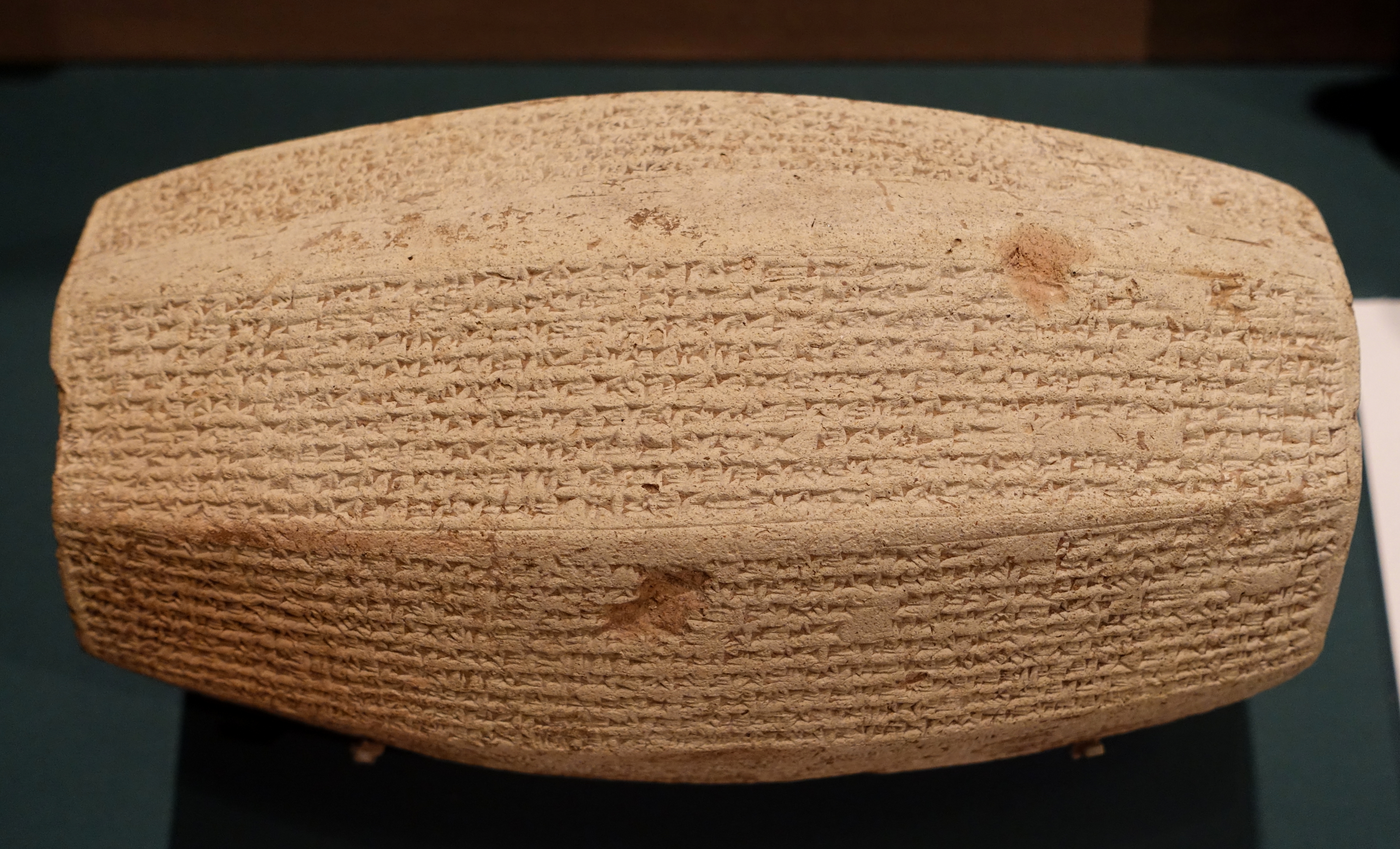
Prisma de nueve lados con una inscripción que conmemora la construcción de Dur-Sharrukin por Sargón II. Museo del Instituto Oriental de Chicago.

La decisión de Sargón II de crear una capital al norte de Nínive de la nada entre el 717 y el 707 a. C. permanece envuelta en el misterio. Como suele ocurrir en las inscripciones oficiales, se presenta como una iniciativa divina, dejando de lado las verdaderas motivaciones del soberano. Las revueltas a las que se enfrentó Sargón al principio de su reinado, después de haber derrocado evidentemente a su hermano Salmanasar V, haciendo temblar el corazón de Asiria, contribuyeron sin duda al deseo de alejar el centro de poder de las grandes ciudades asirias, en un lugar cuya situación era poco interesante, aparte de estar cerca de Nínive, prestigiosa metrópoli con un pasado que ya tenía varios miles de años, por la que pasaban las principales carreteras de la región.
La elección del sitio fue un pueblo llamado Magganubba. Sus habitantes fueron desalojados a cambio de una compensación:

«De conformidad con el nombre que llevo, que los grandes dioses me dieron para proteger la ley y la justicia, para guiar al que no tiene poder y no explotar a los débiles, reembolsé a sus dueños en plata y bronce el precio de los campos de esta ciudad como estaba estipulado en las tablas de compra y para evitar el mal, a los que no querían el precio de su campo, les di campo por campo donde lo querían».
Inscripción fundacional de Sargón II.

Luego una ceremonia religiosa marcó el comienzo de los trabajos, en mayo-junio del 717 a. C., en un día designado como fiesta por los adivinos.

### El uso de los recursos del imperio

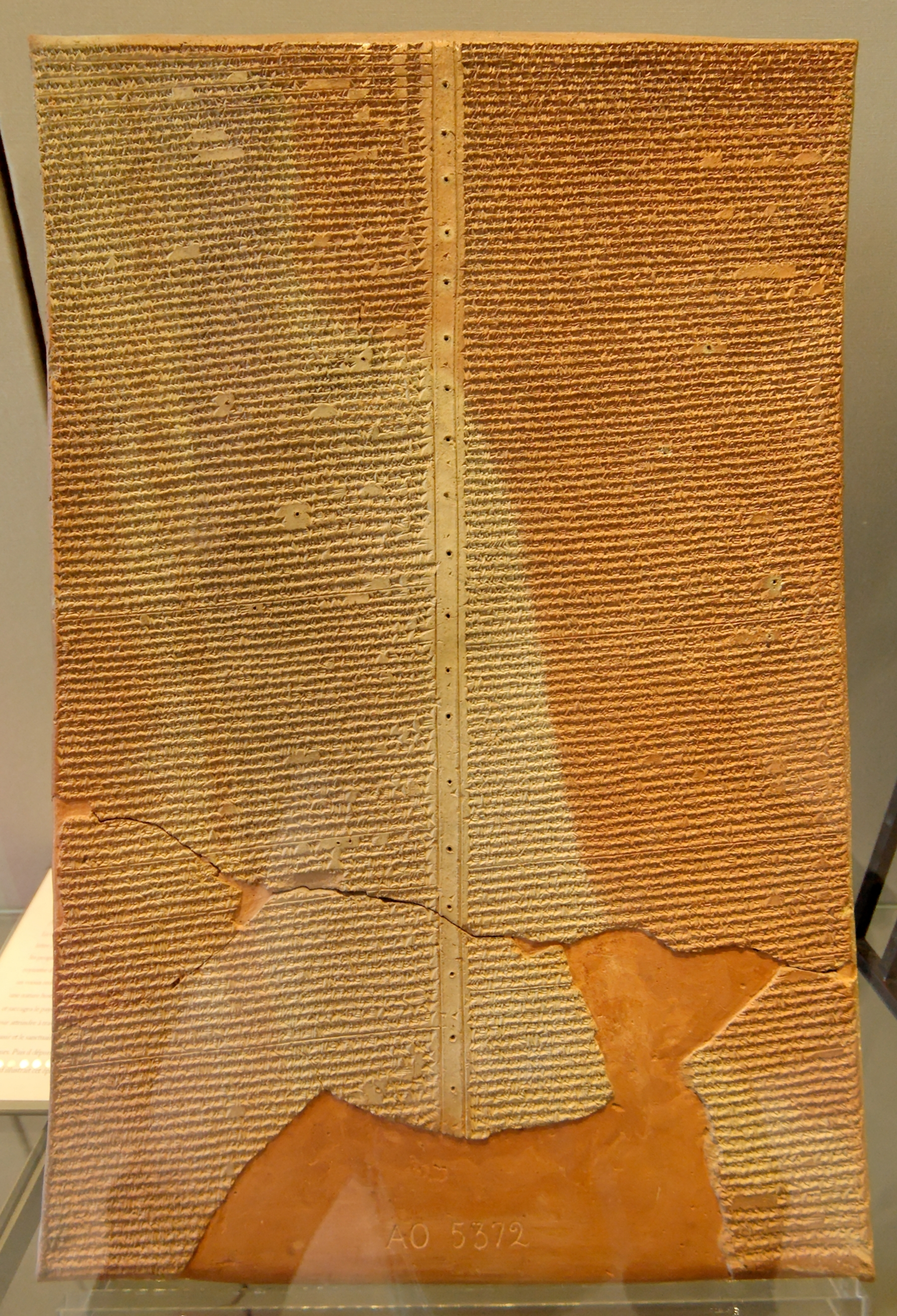
Tabla que relata la octava campaña de Sargón II que tuvo lugar en el 714 a. C., durante la construcción de Dur-Sharrukin. Encontrado en Assur, expuesto en el museo del Louvre.

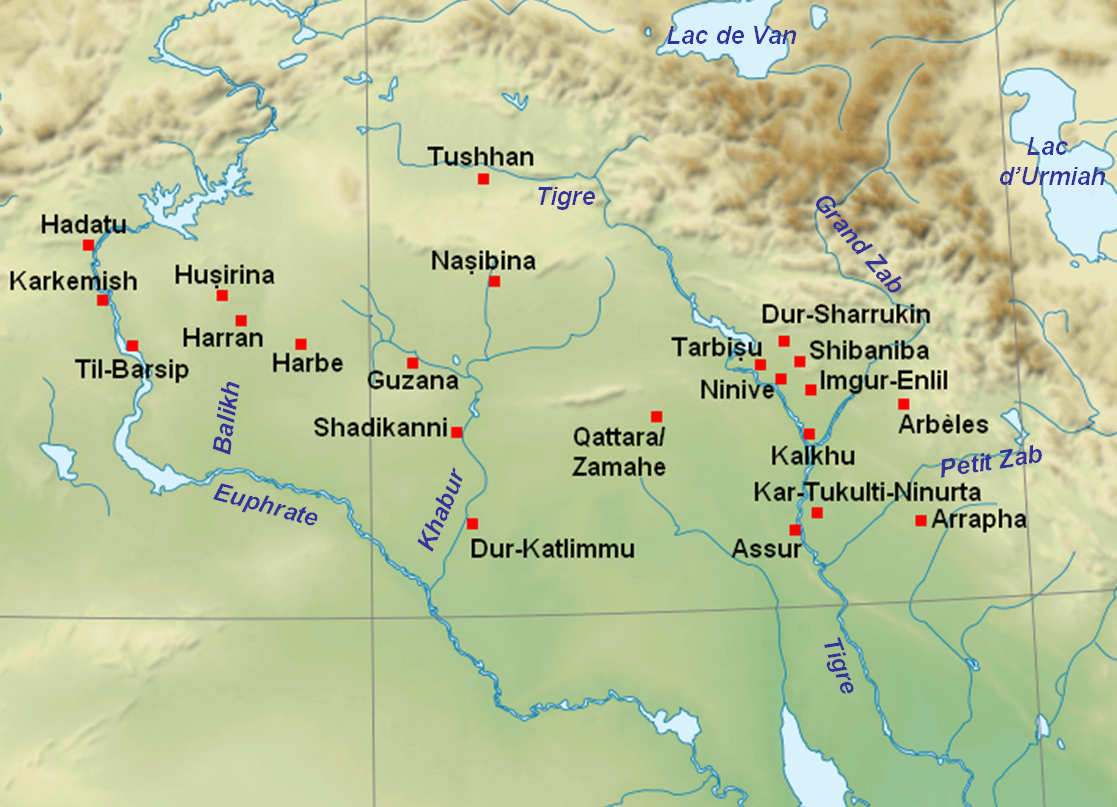
Ubicación de Dur-Sharrukin y las principales ciudades asirias.

La construcción se financió con los recursos del tesoro imperial, cuyas piezas se vendieron para obtener materiales valiosos, pero también mediante préstamos de dignatarios. El saqueo del templo de la ciudad de Musasir, que tuvo lugar en el año 714 a. C. durante la octava campaña de Sargón II y que se conmemoró con bajorrelieves del palacio real, contribuyó sin duda a aliviar la carga financiera de la construcción. El trabajo, constantemente supervisado por el rey, era supervisado por los más altos funcionarios del imperio, en particular el tesorero Tab-shar-Assur. A los gobernadores provinciales se les asignó la supervisión y la ejecución de tareas específicas, al tiempo que debían proporcionar mano de obra y materiales.
La mayor parte del trabajo se confió a trabajadores deportados, súbditos de todo el imperio, que fueron aceptados para poblar la ciudad después. Era importante encontrar artesanos cualificados. Las cartas muestran que estos últimos, con contratos de trabajo, eran a veces difíciles de encontrar, mientras que eran indispensables para las tareas más elaboradas. Por otra parte, la supervisión siempre se confió a los maestros de obra asirios, y parecía asumir una organización de tipo militar.

«Hice fundar e instalé en esta ciudad gente de los cuatro rincones del mundo, de lenguas extranjeras, con diferentes idiomas, de las montañas y del país llano, tanto como la luz de los dioses (el Sol) roza sobre ellos, y los agarré a instancias de Assur, mi señor, por el poder de mi cetro. Para vigilarlos y guiarlos, encargué a verdaderos asirios de competencia universal que les enseñaran cómo comportarse y la reverencia debida a la deidad y al rey».
Inscripción fundacional de Sargón II

Los materiales necesarios para la construcción eran diversos y a menudo debían obtenerse en las provincias, que se solicitaban en función de sus recursos específicos: la arcilla y la paja utilizadas para los ladrillos se podían encontrar con bastante facilidad en el lugar, pero las cañas necesarias para reforzar las construcciones se adquirían en las provincias vecinas. La madera era proporcionada por las provincias como un tributo. Se sabe por las letras y los bajorrelieves que era transportada por pequeños barcos en el río Tigris hasta el lugar de la construcción. Los gobernadores provinciales también eran responsables de traer otros tipos de madera, incluyendo los deseados para los jardines reales. La piedra, por otro lado, se encontraba en las canteras de la propia Asiria.

### Desarrollo de la obra
La correspondencia de Sargón II documenta parcialmente las etapas de construcción. En cuanto a la muralla de la ciudad, nos enteramos de que estaba dividida en varias secciones, cuya construcción fue confiada a los distintos gobernadores del imperio, mientras que el Tesorero les concedió los ladrillos. La construcción de los edificios también fue premiada de esta manera. El rey recibió informes regulares sobre el progreso de los trabajos, los problemas encontrados y mantuvo una presión constante sobre quienes los dirigían, como atestiguan estas dos cartas en la correspondencia entre el monarca y el gobernador de Kalkhu (Nimrud):

«Al rey, mi señor: (así dice) tu siervo Assur-bani. ¡Buena salud para el rey, mi señor! Assur-shumu-ka'in (responsable de las tareas relacionadas con las colosales estatuas de toros androcéfalos) me llamó para ayudarle y cargó los colosales toros en los barcos pero los barcos no podían llevar tal peso (y se hundieron). Ahora, aunque me ha costado mucho trabajo, los he repescado».
Carta del Gobernador de Kalkhu a Sargón II

«Palabras del rey al gobernador de Kalkhu: 700 fardos de paja y 700 fardos de cañas, cada uno de los cuales hace más de lo que un burro puede llevar, deben estar disponibles en Dur-Sharrukin el 1 del mes de Kislev. Si hay un solo día de retraso, morirás».
Carta del Gobernador de Kalkhu a Sargón II

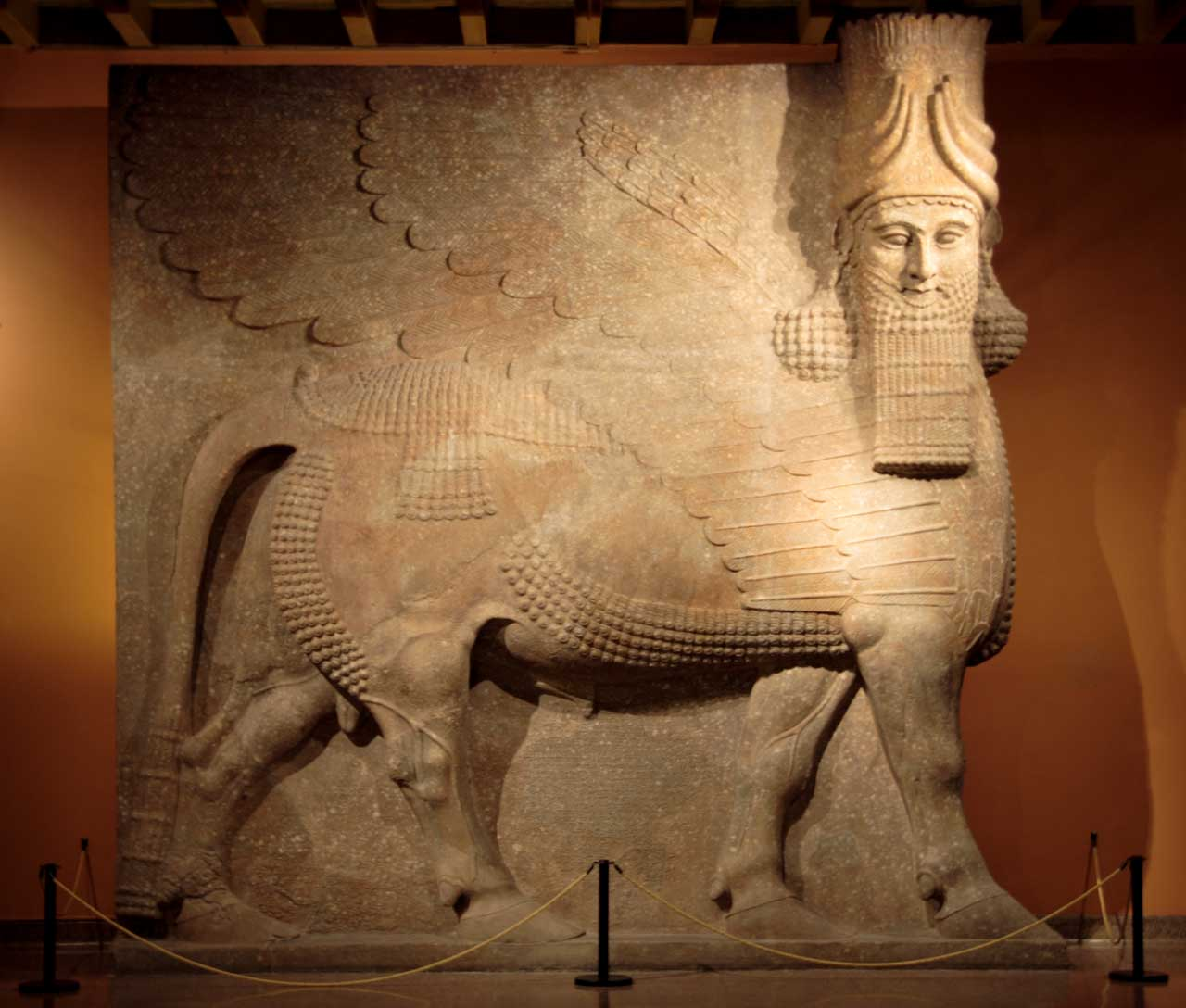
Toro androcéfalo colosal del palacio real de Jorsabad. Museo del Instituto Oriental de Chicago.

La realización y el transporte de los colosales toros para ser colocados en el palacio eran tareas muy pesadas, confiadas a un administrador específico. Las estatuas fueron talladas en mármol de Mosul extraído río arriba de Nínive. Primero había que desbastar los bloques y luego deslizarlos sobre troncos de madera, lo que requirió la movilización de cientos de trabajadores. Una vez tallados, se cargaron en barcos y navegaron por el río Tigris hasta llegar a Dur-Sharrukin. Las cartas también contienen información sobre construcciones en el sector palaciego (bit hilani), bajorrelieves en ortostatos, construcción de puertas de templos2. La obra estaba experimentando varios retrasos, en particular en la construcción de viviendas y la preparación de jardines, para los que no habían llegado especies de árboles en el plazo previsto:

«Al rey, mi señor: (así dice) su sirviente Nabû-dammiq. ¡Salud al rey, mi señor! He ordenado (al pueblo) de Nemed-Ishtar (que provea) 2350 manzanos y 450 nísperos, un total de 2800 (plantas). En el mes de Shebat volví... a Dur-Sharrukin. Nani y el (gobernador de) Suhu vinieron a mí. Recogieron plantas de almendras, membrillos y ciruelas y las transportaron a Dur-Sharrukin. (Gobernador de) Suhu y los locales también están trayendo plantas de la tierra de Laqê: 1000 manzanos; su vanguardia ha llegado y lo he visto, pero su retaguardia aún no ha llegado».
Carta de un gobernador asirio a Sargón II sobre el progreso de los envíos de plantones de árboles de las provincias occidentales para los jardines de Dur-Sharrukin

Al final de la obra, los dioses son invitados durante un festín a volver a sus templos, para permitir el comienzo del culto, e invitados a la inauguración del palacio:

En un mes favorable, en un día propicio, invité a este palacio al gran señor Assur, padre de los dioses, y a los dioses y diosas que residen en Asiria. Les presenté kilos de oro leonado y plata pura, innumerables ofrendas, un regalo pesado. Así me alegré de sus almas. Ofrecí ante ellos como sacrificio grandes bueyes escogidos, ovejas gordas, pollos, patos, palomas, cuerdas de peces y pájaros, las riquezas del Abismo que nunca se agotan, vino, miel, lo que producen las brillantes montañas (y) lo mejor de las tierras que he conquistado, todo lo que Assur, el procreador de los dioses, me dio además como mi parte real, y al mismo tiempo ofrecí sacrificios de animales puros ofrecidos voluntariamente, santas ofrendas de comida, suntuosos inciensos y libaciones incomparables. Con devoción me arrodillé y recé ante Asiria para que se me concediera una vida larga y agradable y para que mi reinado fuera estable. Entonces el gran Monte, el dios Enlil, señor de todas las tierras, que habita en el Ehursaggalkurkurra (la celda del templo de Asiria/Enlil a Asiria), y los dioses y diosas que habitan en Asiria volvieron a sus ciudades, con alegría y júbilo.
Inscripción fundacional de Sargón II

Las ceremonias de inauguración tuvieron lugar en el 707 y 706 a. C. Un terremoto interrumpió la finalización de los trabajos, pero los daños en Dur-Sharrukin parecen haber sido insignificantes, lo que permitió que la finalización tuviera lugar a principios del año 705 a. C.

### Abandono de la ciudad
Sargón II murió poco después de terminar las obras, durante una campaña en el país de Tabal, en Anatolia occidental. Su cuerpo no fue encontrado, por lo que no pudo ser enterrado según los ritos funerarios habituales, lo que implicaba, según la mentalidad de la época, que no descansaría en la otra vida. El hijo de Sargón, Senaquerib, eligió establecer su capital en Nínive (donde ya vivía) al comienzo de su reinado, emprendiendo una considerable obra de construcción. Es probable que la mayoría de la población que se había asentado en Dur-Sharrukin se trasladase a la nueva capital. A veces se ha intentado explicar esta elección por el hecho de que la ciudad de Sargón fue vista como maldita a imagen de su fundador. Esto ha sido confirmado por un texto de un gobernante asirio posterior, Asarhaddón, nieto de Sargón, que hace referencia a un pecado cometido por su abuelo, pero el estado fragmentario del documento no permite determinar el origen de este mal, que en realidad podría estar vinculado más bien a sus campañas militares en Babilonia.
En cualquier caso, Dur-Sharrukin, concebida y fundada con la ambición de ser una capital que reflejara el poder del imperio asirio, nunca lo fue o solo lo fue efímeramente, volviendo este estatus a Nínive, una ciudad con un pasado más venerable, la única a la que la antigua tradición (bíblica y griega) le reconoció el estatus de capital de Asiria aunque en realidad fuera hace menos de un siglo. Dur-Sharrukin siguió siendo un centro provincial de segunda categoría, probablemente nunca ocupado por una gran población, lo que explica por qué se han desenterrado allí pocos objetos de uso cotidiano. Probablemente fue abandonada a la caída del Imperio Asirio en 612 a. C.

## Planificación urbana y arquitectura

### Un plan cuidadosamente calculado

Plano esquemático de Jorsabad.

Creada a partir de la nada, a diferencia de las otras dos grandes obras urbanas de los gobernantes de la época neoasiria, Kalkhu y Nínive, Dur-Sharrukin se pensó desde el principio con todos los atributos de una capital asiria como la que se iba a idealizar en ese momento, sin tener en cuenta ninguna limitación topográfica. Es una vasta ciudad cuadrangular, casi una plaza perfecta (lo cual es atípico para una ciudad asiria), de unas 300 hectáreas rodeadas por una gruesa muralla. Según el texto fundacional de Sargón II, su perímetro "era de 16.283 grandes cubos, que es el valor de (su) nombre": se trata obviamente de un cálculo numérico de tipo esotérico realizado a partir de los signos cuneiformes que componen el nombre del monarca, cuyo significado real se desconoce. Además, parece que toda la organización del sitio responde a relaciones geométricas precisas determinadas antes de la construcción: la intersección de las diagonales del recinto parece determinar una relación geométrica entre el palacio real, el arsenal y los edificios de la acrópolis; la ubicación de las puertas parece estar determinada por módulos geométricos a partir de tres de ellas, colocados a su vez según su distancia del punto central del espacio interior.
La ciudad estaba formada, en su lado noroeste, por un vasto complejo que comprendía, en un recinto interior, el centro político y religioso de la ciudad, una especie de acrópolis: en una terraza, el palacio real y varios templos con un zigurat; abajo, otro templo y varias residencias principescas. En su lado sureste, la muralla también incluye otro grupo de edificios protegidos por su propio recinto, probablemente sirviendo como arsenal o palacio secundario. Este sector doble palacio-arenal se encuentra en cualquier caso en Kalkhu (que probablemente sirvió de modelo) y en Nínive, y por lo tanto se consideraba un elemento constitutivo de las capitales asirias. Cada uno de estos dos conjuntos estaba situado en una terraza elevada que reproducía la elevación de los tells en los que se erigieron sus homólogos en Kalkhu, permitiendo al poder imperial manifestar su supremacía en el espacio. Otro rasgo característico de las capitales asirias eran los parques que Sargón II había sacado de la tierra y que quería «a la imagen del Amanus.» Debían estar situados fuera de la ciudad, frente a la vista desde el palacio real. El interior de la ciudad, donde se excavaron algunos edificios, obviamente nunca estuvo muy ocupado. La topografía del lugar parece indicar que la ciudad estaba atravesada por canales, uno de los cuales atravesaba la mitad norte de la ciudad y otro que la unía por el lado este. Se desconoce el trazado de las calles principales de la ciudad; se supone que debían partir de las puertas principales y unirse al sector palaciego.

### La muralla y las puertas
La muralla tiene una forma cuadrangular, casi cuadrada (aproximadamente 1750 × 1650 metros, con los lados opuestos que no son iguales). Las murallas consisten en grandes bloques de piedra caliza cortados y encerrados en una fachada de ladrillo de barro. Tenían unos 14 metros de espesor, y originalmente tenían unos 12 metros de altura. Las torres y bastiones están dispuestos a lo largo de las murallass, formando avances de unos pocos metros en ellas.
La muralla estaba atravesada por siete puertas (ocho en teoría, pero una se había integrado en el palacio real). Siguiendo una práctica común en la antigua Mesopotamia, estas puertas y las murallas (la acrópolis y las murallas de la ciudad) tenían nombres ceremoniales que invocaban a las deidades a las que estaban asignadas, para que estos dioses trajeran protección a la ciudad y así asegurar la prosperidad del imperio y el éxito de su rey. Así pues, dos grupos de dos puertas, las más cercanas al palacio, están asociados con deidades vinculadas a la realeza (Enlil y Ninlil, Anu e Ishtar), mientras que los otros dos grupos están asociados con las deidades de la sabiduría (Enki y Belet-ilani) y los exorcismos (Shamash y Adad):

«Delante, detrás y a ambos lados, de cara a los cuatro vientos, abrí ocho puertas; llamé a las puertas de Shamash y Adad que dan al este, "Shamash es el que me hace triunfar" y "Adad es el que trae la abundancia"; llamé a las puertas de Enlil y Ninlil que dan al norte, "Enlil es el que pone los cimientos de mi ciudad" y "Ninlil es el que renueva la exuberancia"; Nombré las puertas de Anu e Ishtar, que dan al oeste, "Anu es la que vela por el éxito de mi trabajo" e "Ishtar es la que hace prosperar a su pueblo"; nombré las puertas de Enki y Belet-ilani, que dan al sur, "Enki es la que mantiene sus manantiales en buen estado" y "Belet-ilani es la que aumenta el crecimiento (de sus animales)". "Assur es el que sostiene el reinado del rey que lo construyó y protege a sus tropas" es el nombre de su muralla interior, "Ninurta refuerza los cimientos de la muralla para siempre" es el nombre de su muralla exterior».
Inscripción fundacional de Sargón II

La puerta n.º 3 (posiblemente la puerta de Shamash) fue estudiada por Victor Place. Con unas dimensiones de 67 × 49 metros, se organizó en torno a una serie de tres patios abiertos, a los que se entraba por puertas abovedadas. Estaba decorada con toros androcéfalos alados y genios (representados por bajorrelieves), que se pueden encontrar en el museo del Louvre. Esta puerta, cuyo pasaje no era muy amplio, se usaba para los peatones. Los carros tenían que pasar por otras puertas más sencillas, como la puerta n.º 7 explorada por los equipos de Chicago, que no tenía bajorrelieves; pero esta estaba claramente inacabada, porque el acceso estaba bloqueado.

### Terraza del palacio

Plano de la acrópolis de Dur-Sharrukin.

Es un grupo de edificios erigidos en una terraza de 12 metros de altura de más de 10 hectáreas, situados en la muralla, de la que sobresale, especialmente hacia el exterior. Este grupo de edificios estaba dominado por el palacio real, que ocupa la mayor parte del mismo, pero en el lado sur había un sector de templos. Así que es el poder real el que se manifiesta principalmente en el paisaje urbano. A este sector se accedía por una rampa hacia el sudeste, que conducía a un monumental triple portal con varios toros androcéfalos alados, desde el que se llegaba a un gran patio, el patio XV (103 × 91 metros). Fue desde este patio desde el que se  organizó el tráfico hacia las diferentes partes de esta ciudad palaciega.

### Arquitectura del palacio real

Unidades principales de la terraza del palacio: gran patio (XV), patio principal (VIII), sala del trono (VII), patio de la zona privada (VI), apartamentos reales (A), edificio aislado (quizás bit-hilani) (BH). Principales unidades de los templos de las terrazas: patios principales (XXX, XXVII, XXXI), templo Sîn (1), capilla Adad (2), capilla Enki (3), templo Shamash (4), capilla Ninurta (5), templo Ningal (6), zigurat (Z).

El palacio real («Palacio sin igual»", e-gal-gaba-ri-nu-tuku-a en sumerio, utilizado para los nombres ceremoniales) se dividió, al igual que otros palacios asirios tardíos, en dos grupos: un sector oficial, el babanu, para las actividades administrativas y la vida pública de la corte; y un sector privado, bītanu, que servía de residencia a la familia real, cuyo acceso estaba estrictamente controlado.
El patio XV ya es sin duda el sector oficial: está enmarcada por zonas de almacenamiento, cocinas y posiblemente talleres y establos (la sala XVIII incluye anillos de piedra fijados a las paredes que pueden haber sido utilizados para atar caballos). El resto del sector público, situado al norte, se organiza en torno al patio VIII, o Patio de Honor, alrededor del cual se organizan las salas probablemente utilizadas para las ceremonias (incluido un almacén que puede haber sido utilizado como bodega), principalmente recepciones. Esto explica por qué sus paredes estaban ricamente decoradas con bajorrelieves y pinturas. Parte de este espacio se organizó en torno a otro patio, la sala III, situada al norte del anterior. Yendo hacia el suroeste desde el patio principal, tres puertas monumentales, la mayor de las cuales es la central, flanqueada por dos torres y custodiada por grandes toros alados, conducen al salón del trono (sala VII). Esta sala rectangular (10 × 47 m) estaba ricamente decorada y tenía una plataforma (4 × 4,6 m en el suelo, 1 m de altura) en uno de sus lados cortos, accesible por escalones en las esquinas y decorada con bajorrelieves, en la que debía situarse el trono del monarca. Esta sala marcó la separación entre las áreas públicas y privadas del palacio. Este último se organizaba en torno a un pequeño patio (patio VI) alrededor del cual se encontraban los apartamentos reales, y el harén, al menos al sureste, la parte noroeste parecía incluir salas de recepción. La circulación entre el espacio público y el privado parece así menos restringida que en otros palacios reales asirios. También es posible que el palacio haya tenido una sola planta, lo que dejaría poco clara gran parte de su organización espacial. Los patios exteriores, I y III, situados en el noroeste, son así accesibles desde ambos espacios.
El patio I consiste en un edificio aislado parcialmente abierto, de unos 60 × 29 metros con una puerta con columnas, que parece haber sido un lugar de placer (residencial o convivencial), quizás en medio de un jardín. Algunos han sugerido que se trata del edificio de tipo bit-hilani que Sargón II afirma haber erigido en su palacio, pero sus elementos característicos mencionados en la inscripción (ocho columnas sostenidas por colosales leones de bronce) no han sido descubiertos allí. ;

### Decoración del palacio real
La decoración del Palacio Real de Dur-Sharrukin es testigo de la elaborada investigación y el alto nivel de maestría alcanzado por sus maestros constructores y artistas, incluida la capacidad de trabajar de manera concertada para combinar la arquitectura y el arte. Para ello, utilizaron diversas formas de arte: la escultura sobre todo, pero también la pintura, los ladrillos vidriados de color y, en el momento de su construcción, los muebles de madera, marfil y otros materiales preciosos, lo cual está poco atestiguado aquí a diferencia de Nimrud y Arslan Tash, todo ello acompañado de inscripciones en piedra, que son omnipresentes en las esculturas. Estos talentos se pusieron al servicio de un programa religioso y político dedicado a la gloria de Sargón II y su imperio, representando complejas escenas narrativas a escala monumental.

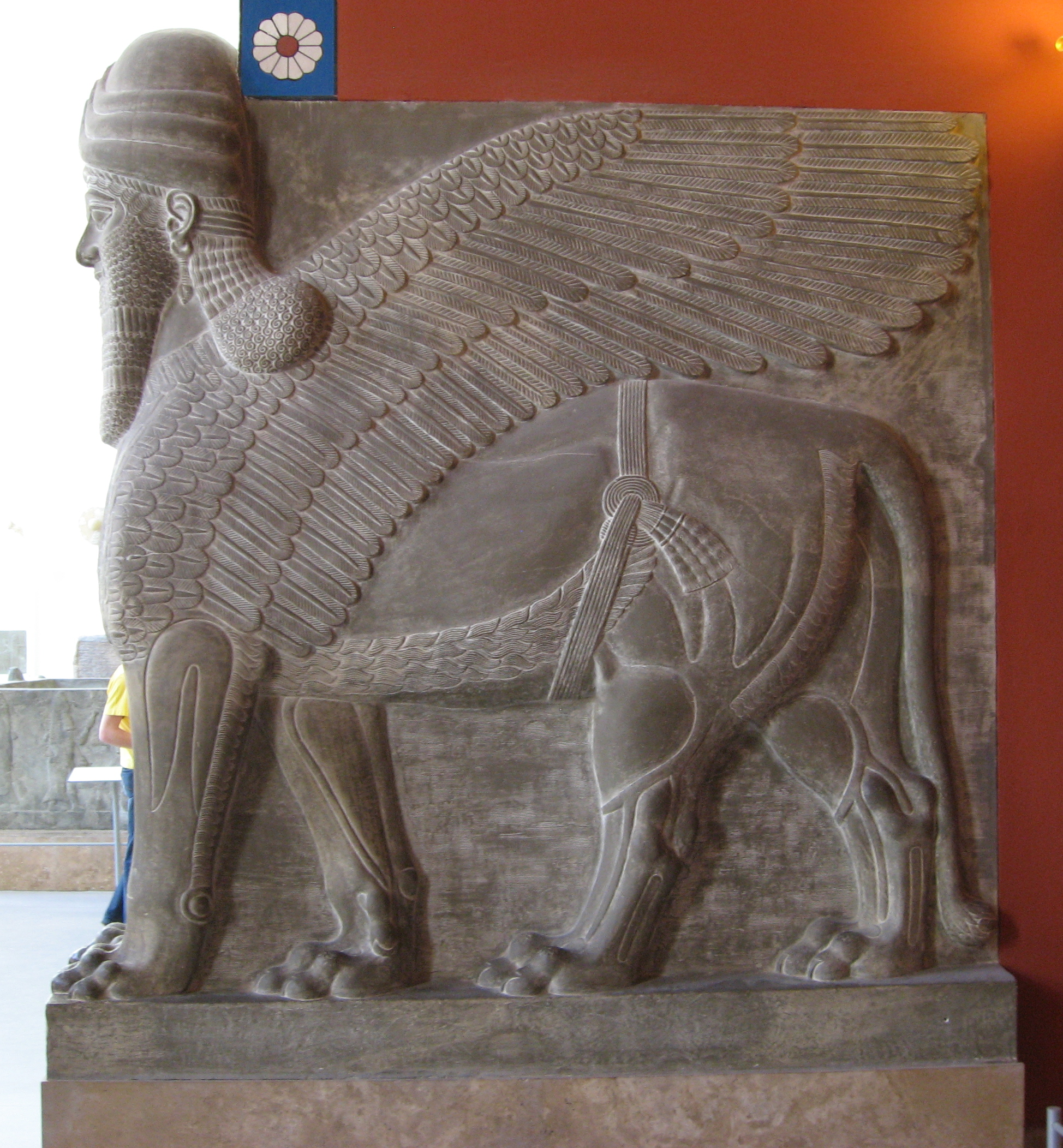
León alado androcéfalo de Nimrud.

Las esculturas que adornan las paredes del palacio Dur-Sharrukin son uno de los mejores logros del arte asirio. Son testigos de una notable integración en la organización espacial del palacio. Las puertas exteriores e interiores estaban custodiadas por estatuas monumentales de toros androcéfalos alados (y no de leones androcéfalos, como los encontrados en Nimrud), que tenían una función protectora: representan a genios a los que los textos asirios se refieren como šēdu, lamassu o aladlammu. Estaban dispuestos en pares simétricos a ambos lados de las vías de acceso y soportaban la bóveda de las puertas. La entrada al patio XV, el salón del trono y el patio III tenían dos pares, porque se consideraban los puntos más importantes del palacio. Como ya se ha mencionado, su ejecución en bloques de una sola piedra y su transporte a la ciudad desde las canteras fue muy seguido por el rey, que obviamente tomó un interés especial en estas estatuas. Todos están hechos en las mismas proporciones, con la misma ejecución: cabeza humana, cuerpo en altorrelieve con barba, alas y piel finamente tallada. Sin embargo, las dimensiones varían: entre 3,5 y 5,8 metros de alto y alrededor de 1,3 metros de ancho.
La eficacia mágica de los toros alados se vio reforzada por la presencia de bajorrelieves con una función simbólica, que representaban genios alados, genios con cabeza de pájaro y también héroes domando a un león, árboles estilizados. Las esculturas que representaban al soberano acompañado de dignatarios se asociaban a menudo con ellos.

Genios protectores del palacio de Dur-Sharrukin. Museo del Louvre.
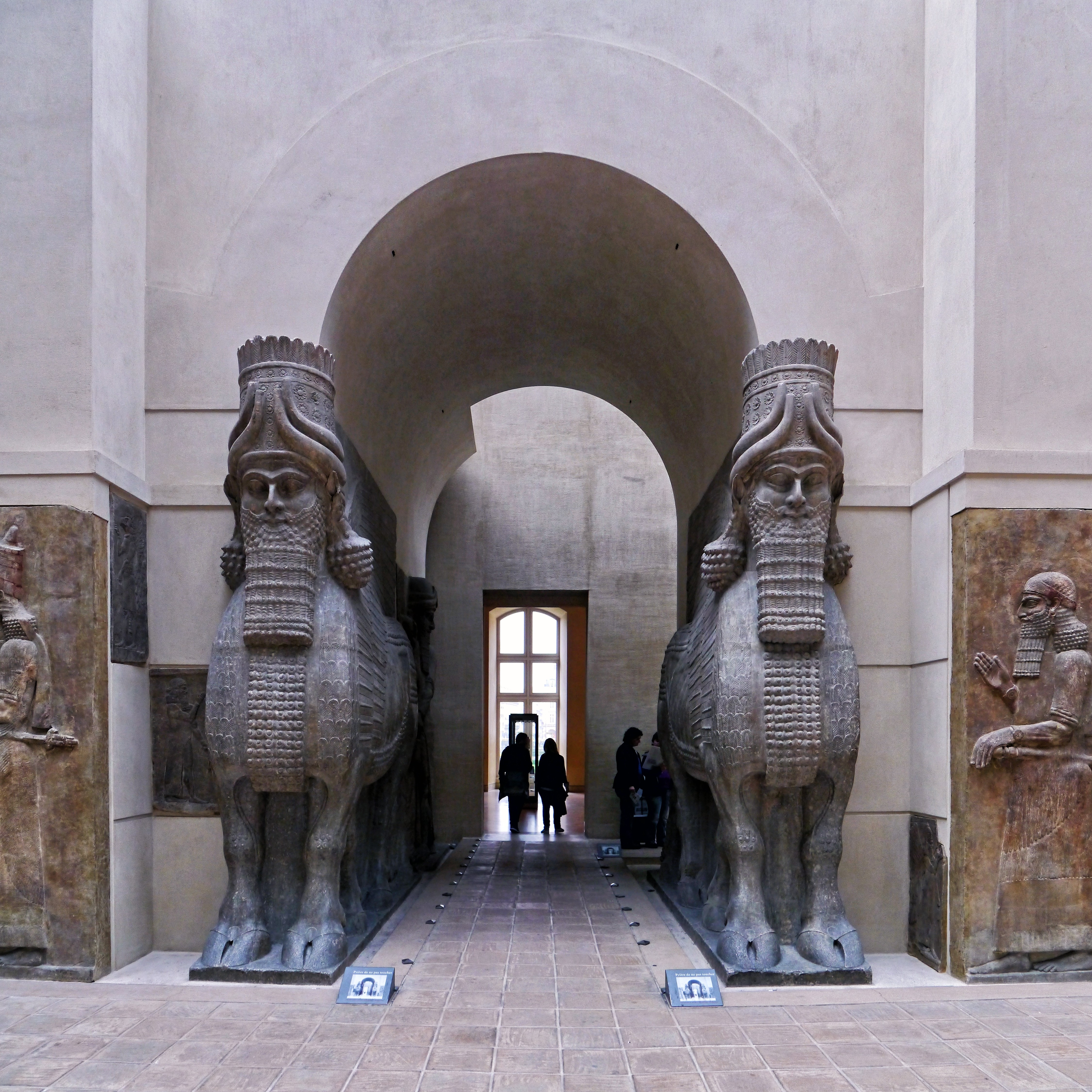
Pares de toros androcéfalos alados custodiando la puerta K del palacio.
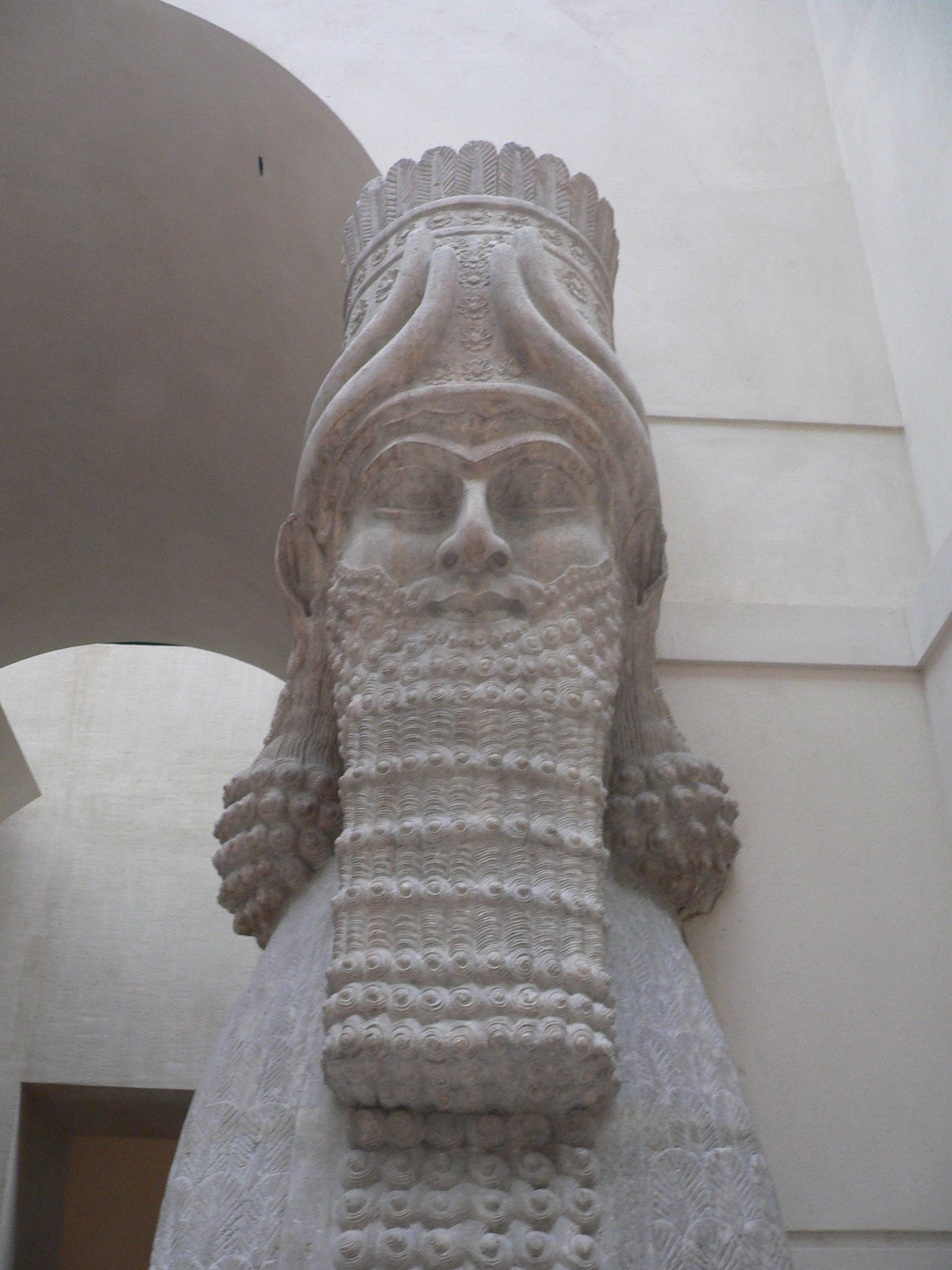
Cara del toro androcéfalo alado que vigila la puerta K del palacio.
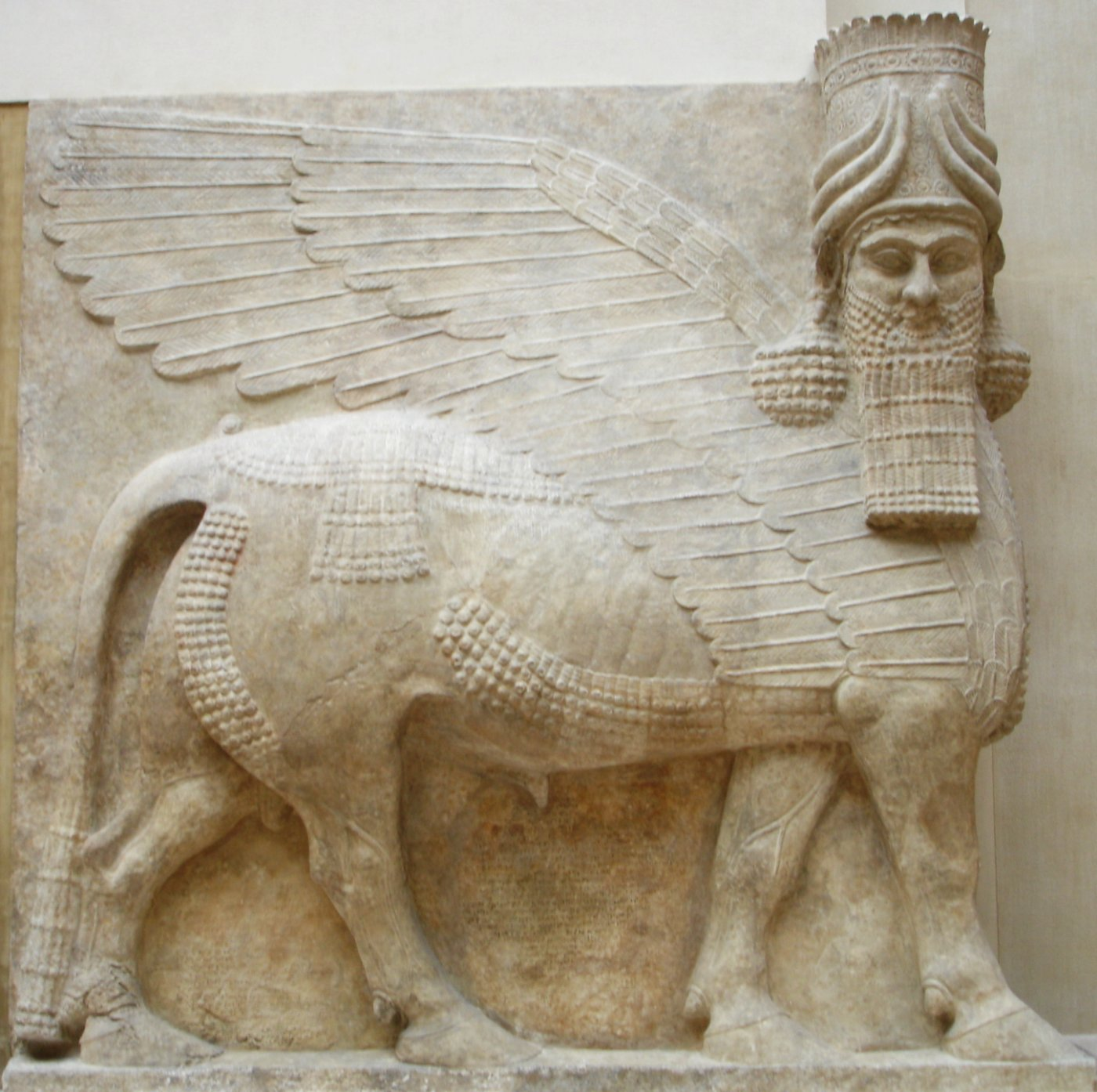
Toro androcéfalo alado frente a la puerta de la fachada M del palacio.
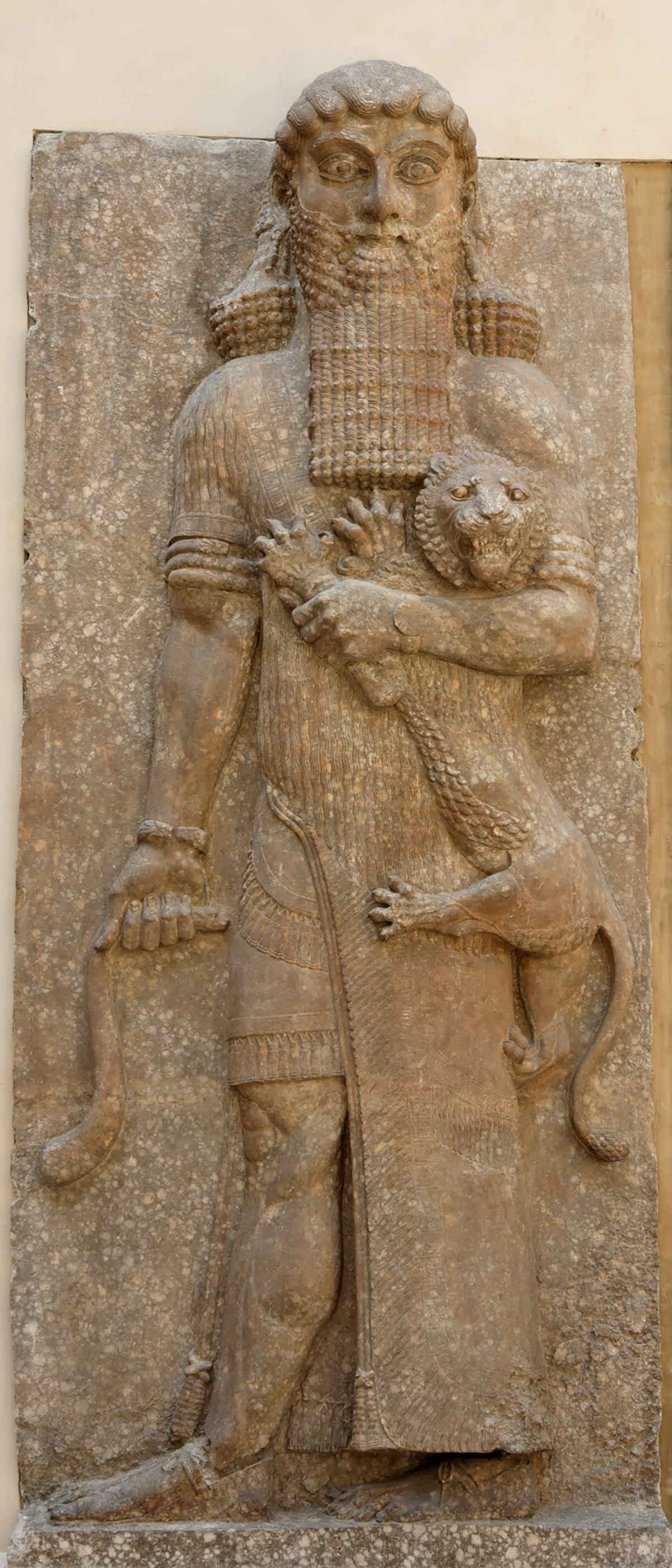
Héroe dominando a un león. Bajorrelieve de la fachada N del palacio (entrada al salón del trono).
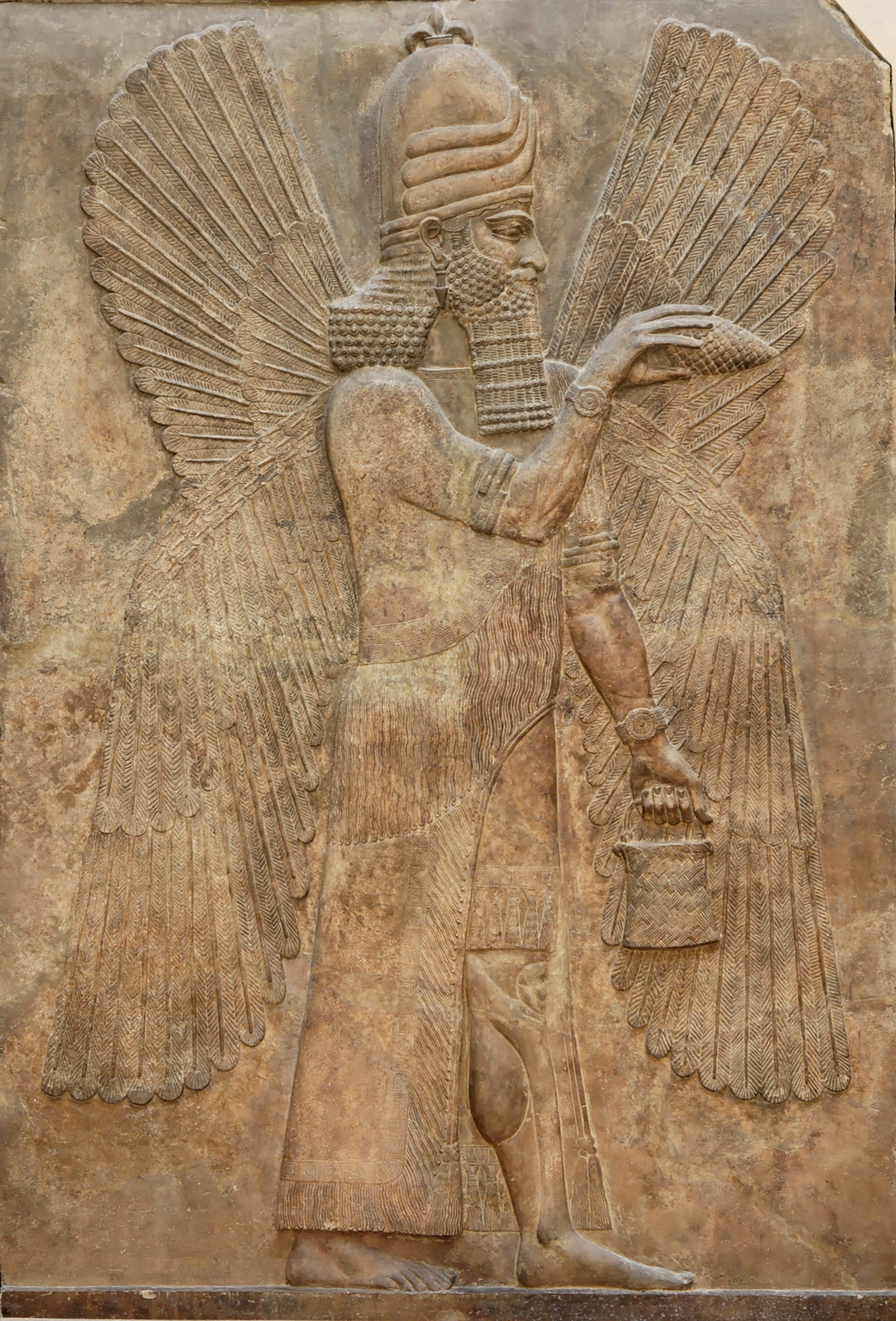
Genio alado dando una bendición. Bajorrelieve del  muro septentrional del palacio.
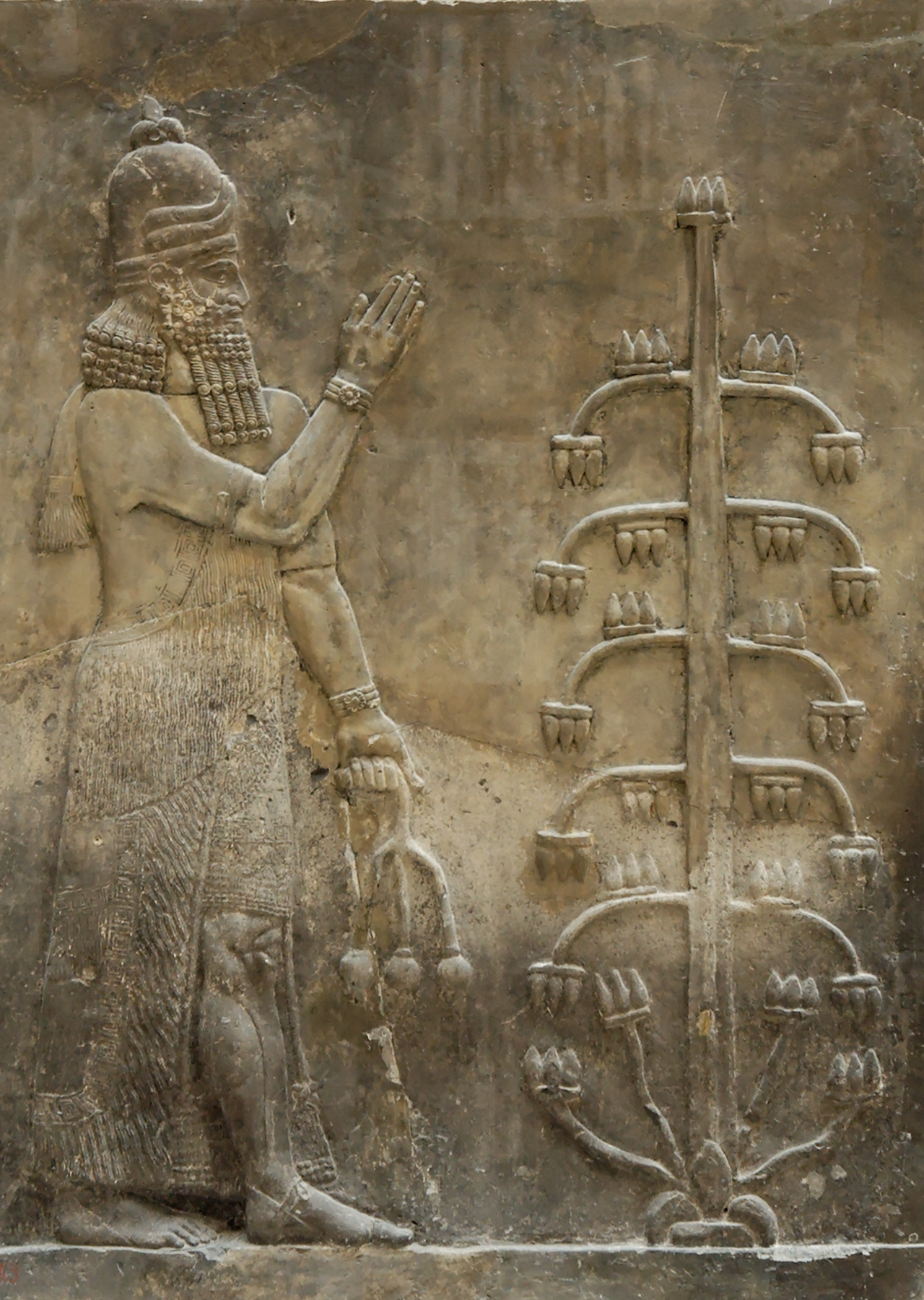
Genio alado dando una bendición., delante un árbol sagrado. Bajorrelieve del edificio aislado (bit hilani ?) de la terraza del palacio.

Los bajorrelieves de este tipo se tallaron en ortostatos de alabastro yesoso, originalmente coloreados (algunos han conservado rastros de pigmentos). Se encontraron en varias salas y patios del palacio, respondiendo a un preciso programa iconográfico, político y religioso desarrollado a menudo a lo largo de varios metros de altura. En algunos casos se dividen en dos registros de 1,20 m separados por bandas inscritas de unos 60 cm, y el conjunto se eleva hasta una altura de 3 metros. Entre las escenas narrativas representadas se encuentran las del patio VIII o Patio de Honor, que pretenden simbolizar la dominación de Asiria sobre los pueblos del imperio, incluyendo una serie que muestra barcos que transportan madera, comúnmente identificada como procedente de Fenicia y que, por lo tanto, llevan cedros del Líbano (posiblemente para la construcción del palacio). El corredor 10 muestra a los afluentes trayendo regalos, incluyendo caballos. Las victorias y el poder de Sargón II se recuerdan así a los visitantes que han venido a rendirle homenaje. En la misma línea, entre los bajorrelieves que se han perdido se encuentran relatos de guerra, como el saqueo del templo de Musasir que tuvo lugar en el año 714. Las escenas de caza reflejan la misma ideología guerrera y la afirmación de la dominación del rey sobre las fuerzas del mundo salvaje. Las escenas de la entrada del palacio (fachada L), junto con las esculturas de genios y toros alados, representaban una procesión de dignatarios y sirvientes que llevaban tesoros para el rey, representados acompañados por el príncipe heredero. ;

Bajorrelieves del palacio de Dur-Sharrukin. Museo del Louvre.
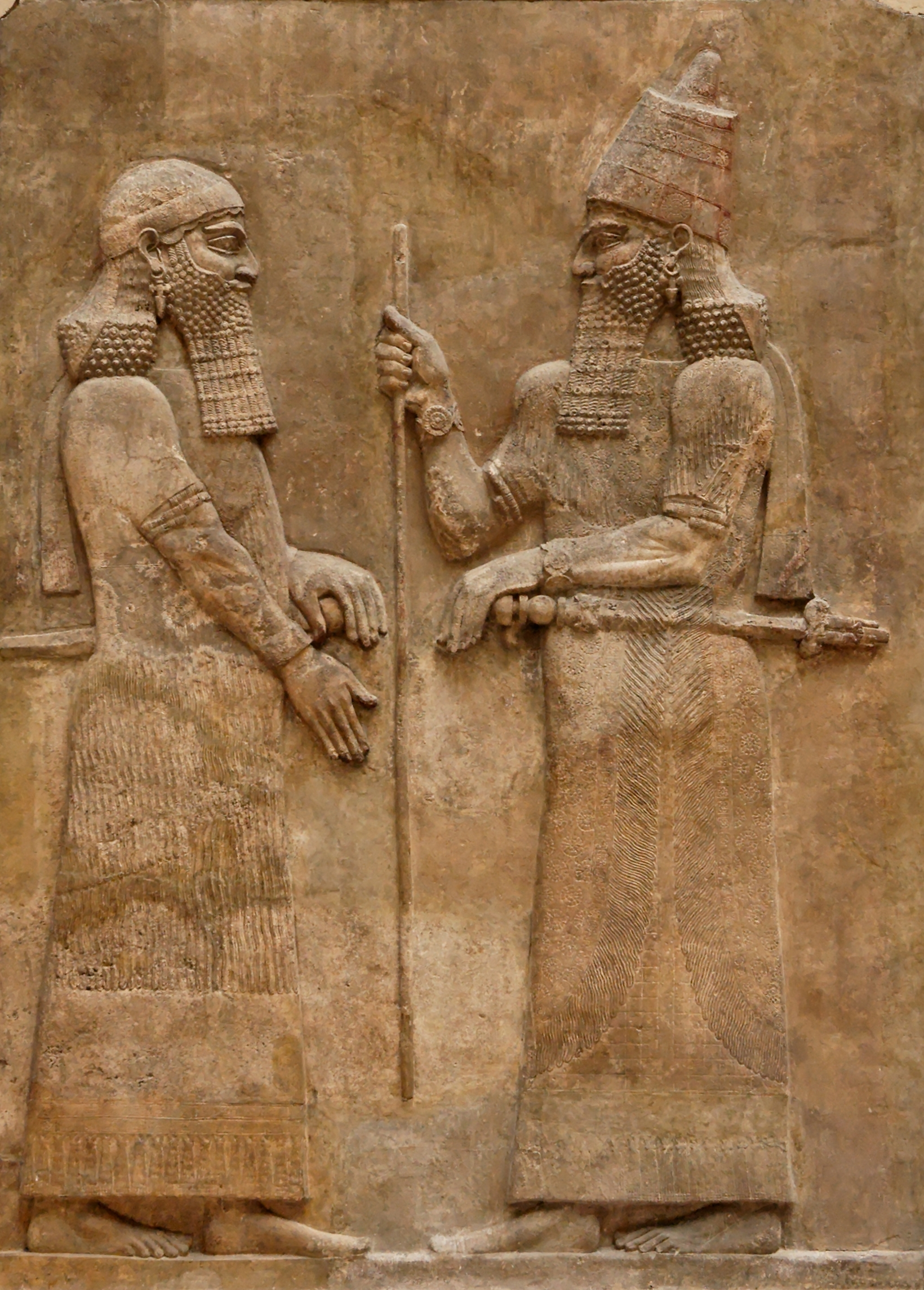
El rey Sargón II y un alto dignatario. Bajorrelieve de la fachada L del palacio.
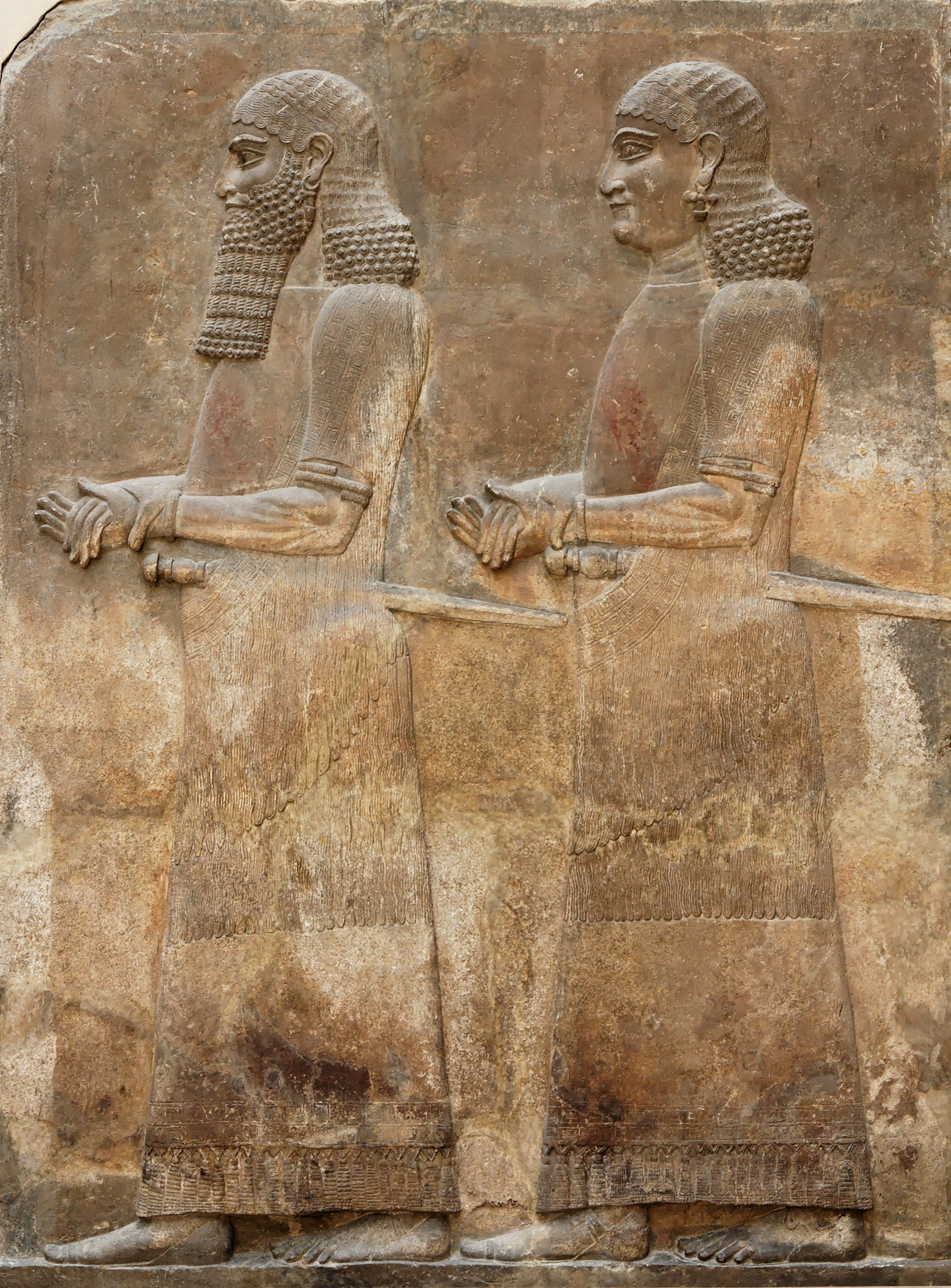
Dos funcionarios. Bajorrelievede la sala 11 del palacio.
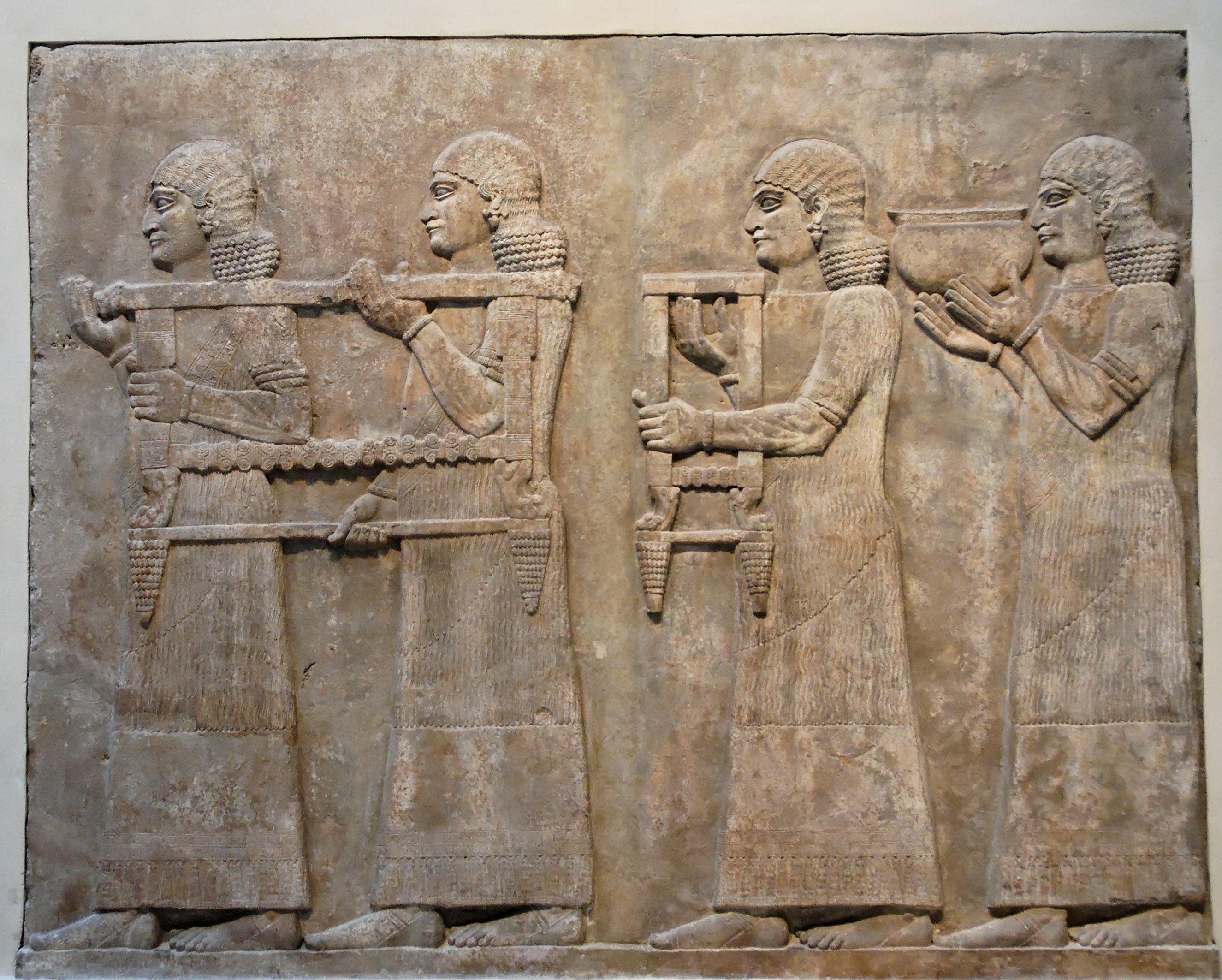
Sirvientes llevando un banco, un asiento y un jarrón. Bajorrelieve de la fachada L del palacio.
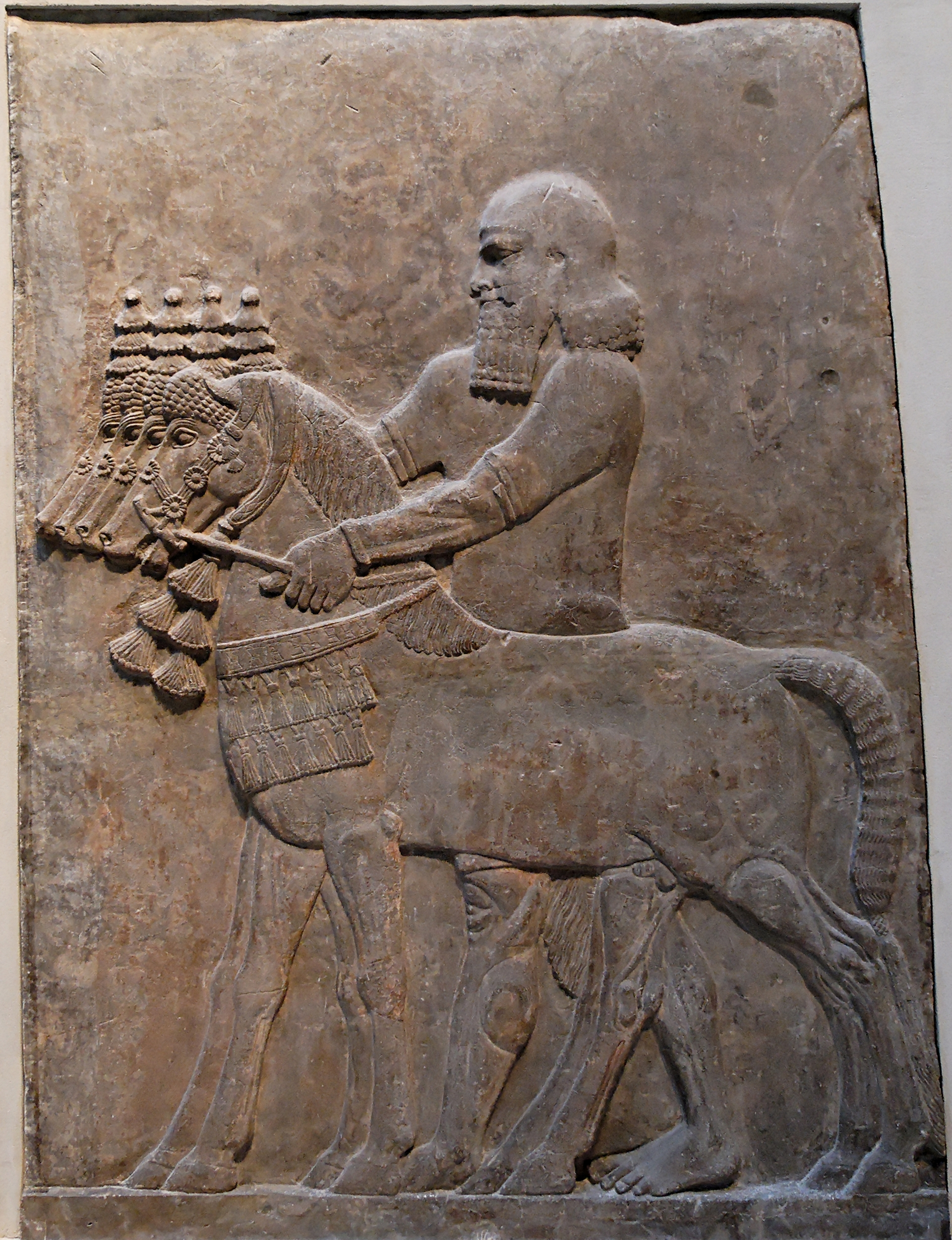
Escudero conduciendo caballos. Bajorrelieve de la fachada L del palacio.
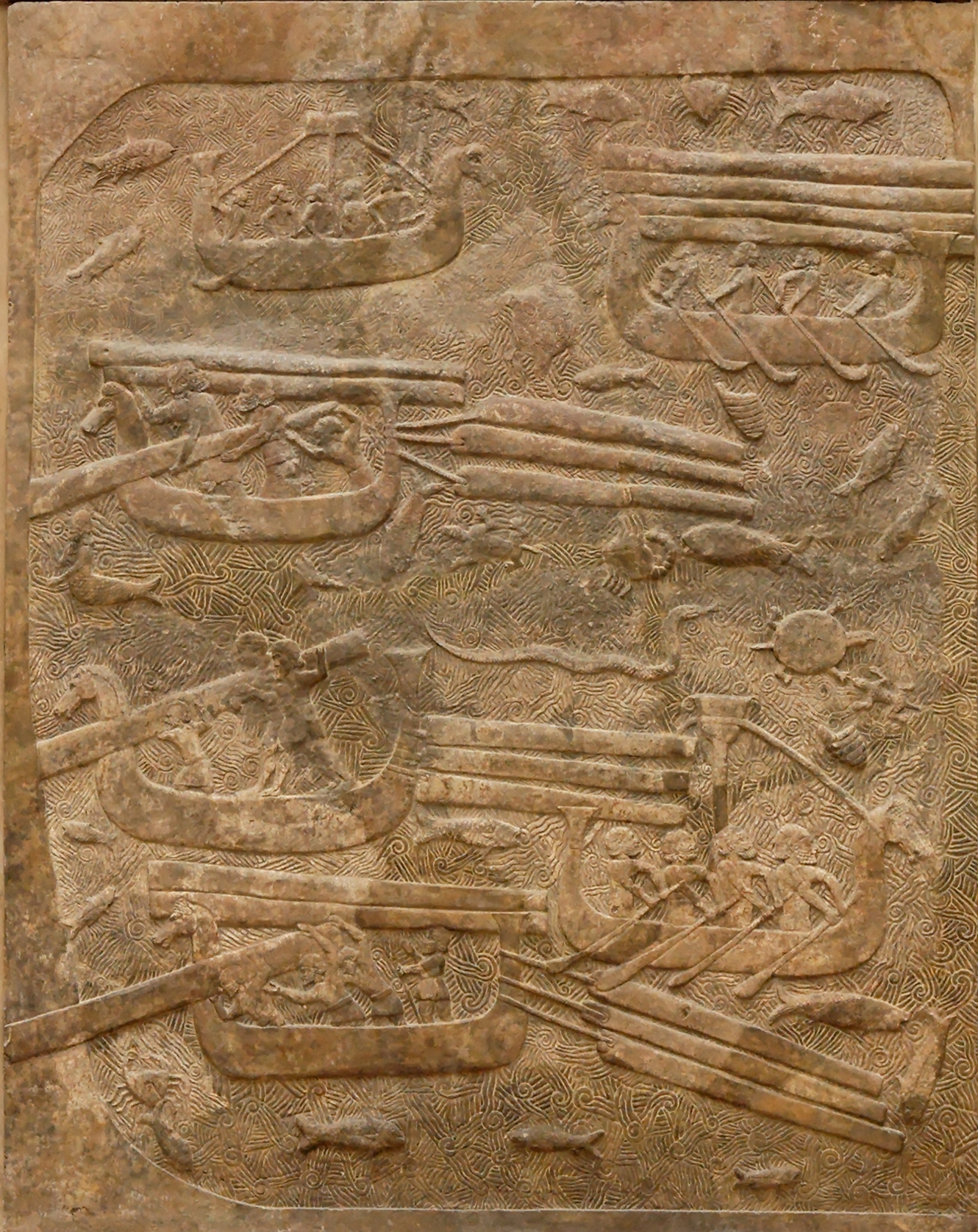
Transporte de cedro del Líbano. Bajorrelieve de la fachada del patio de honor (VIII) del palaci.

Copias de bajorrelieves del palacio de Dur-Sharrukin por Eugène Flandin.
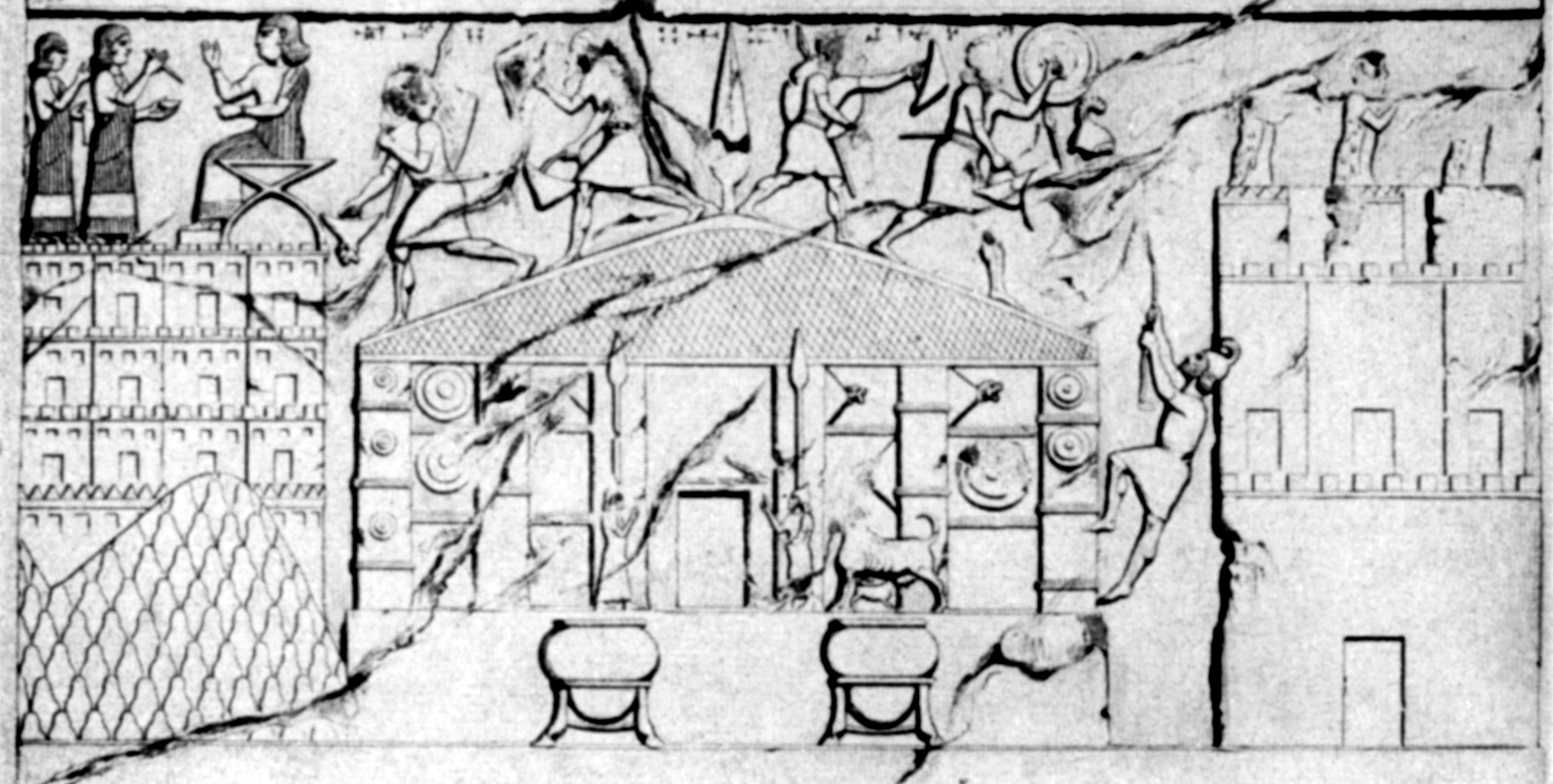
Representación del saqueo del templo de Jaldi en Musasir.
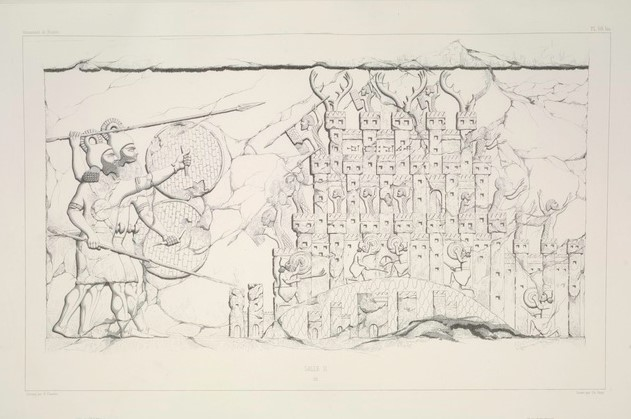
Captura de una ciudad meda por las tropas asirias.

Bajorrelieves del palacio de Dur-Sharrukin. Museo del Instituto Oriental de Chicago.
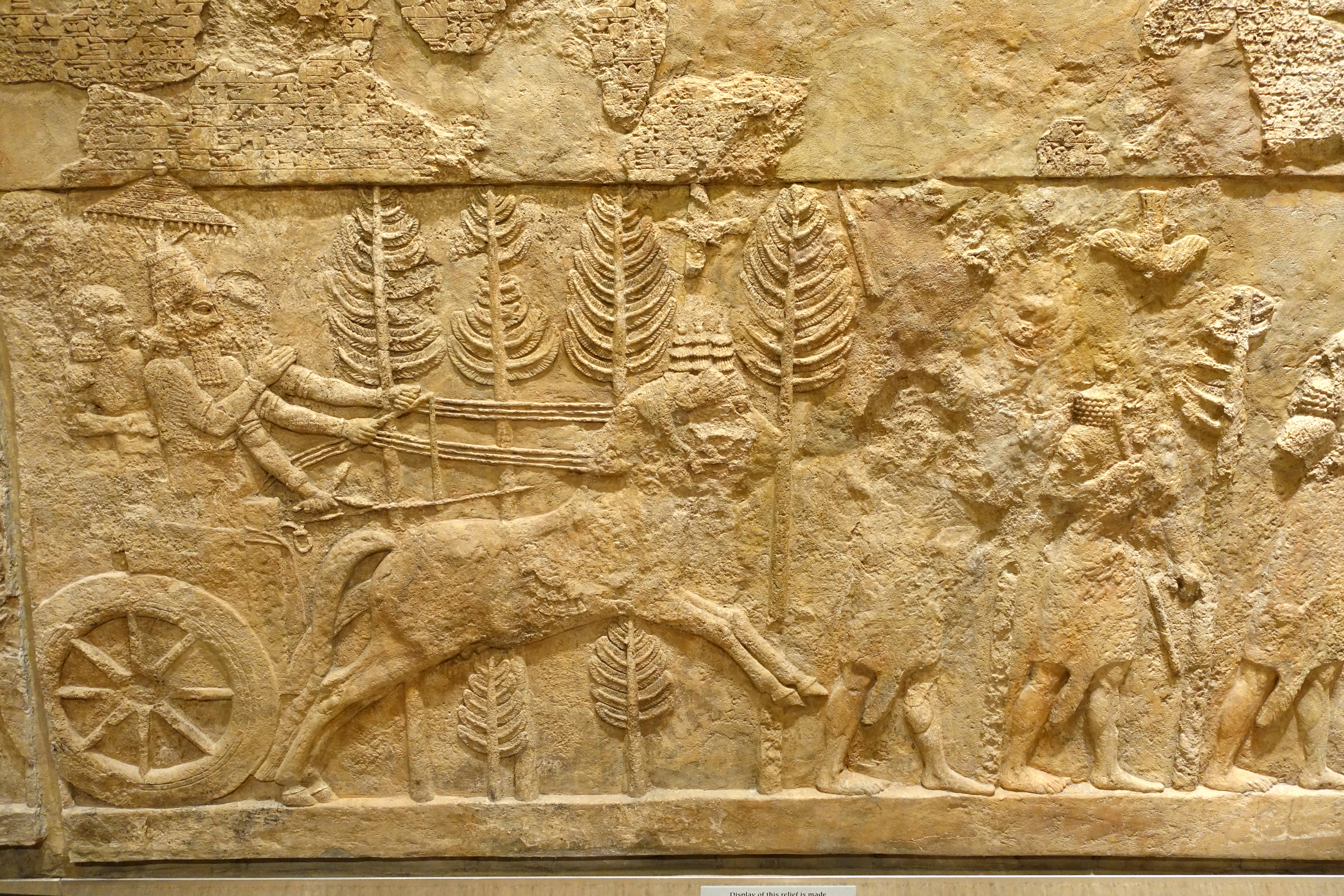
El soberano sobre su carro. Bajorrelieve de la sala 7.
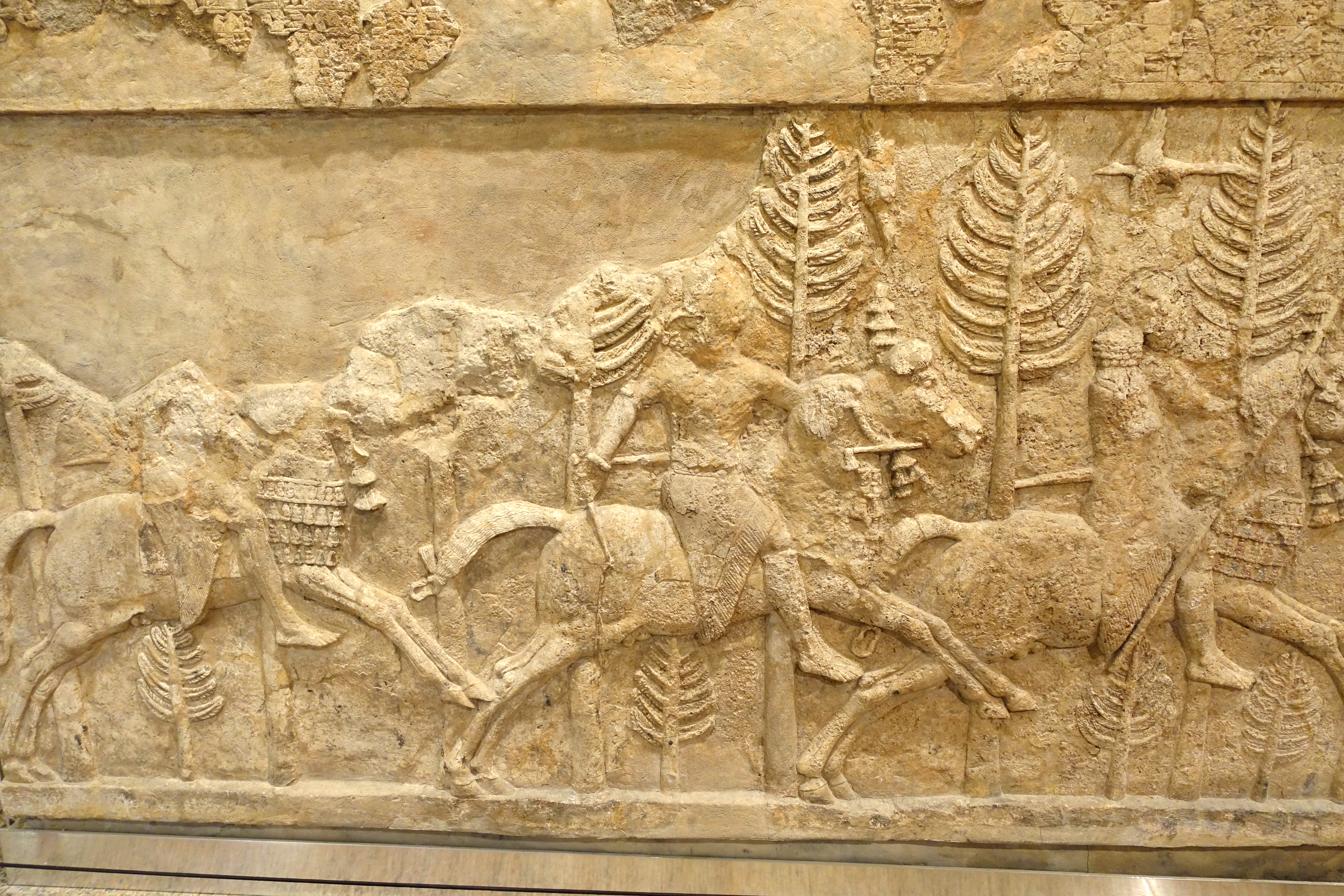
Caballeros asirios. Bajorrelieve de la sala 7.
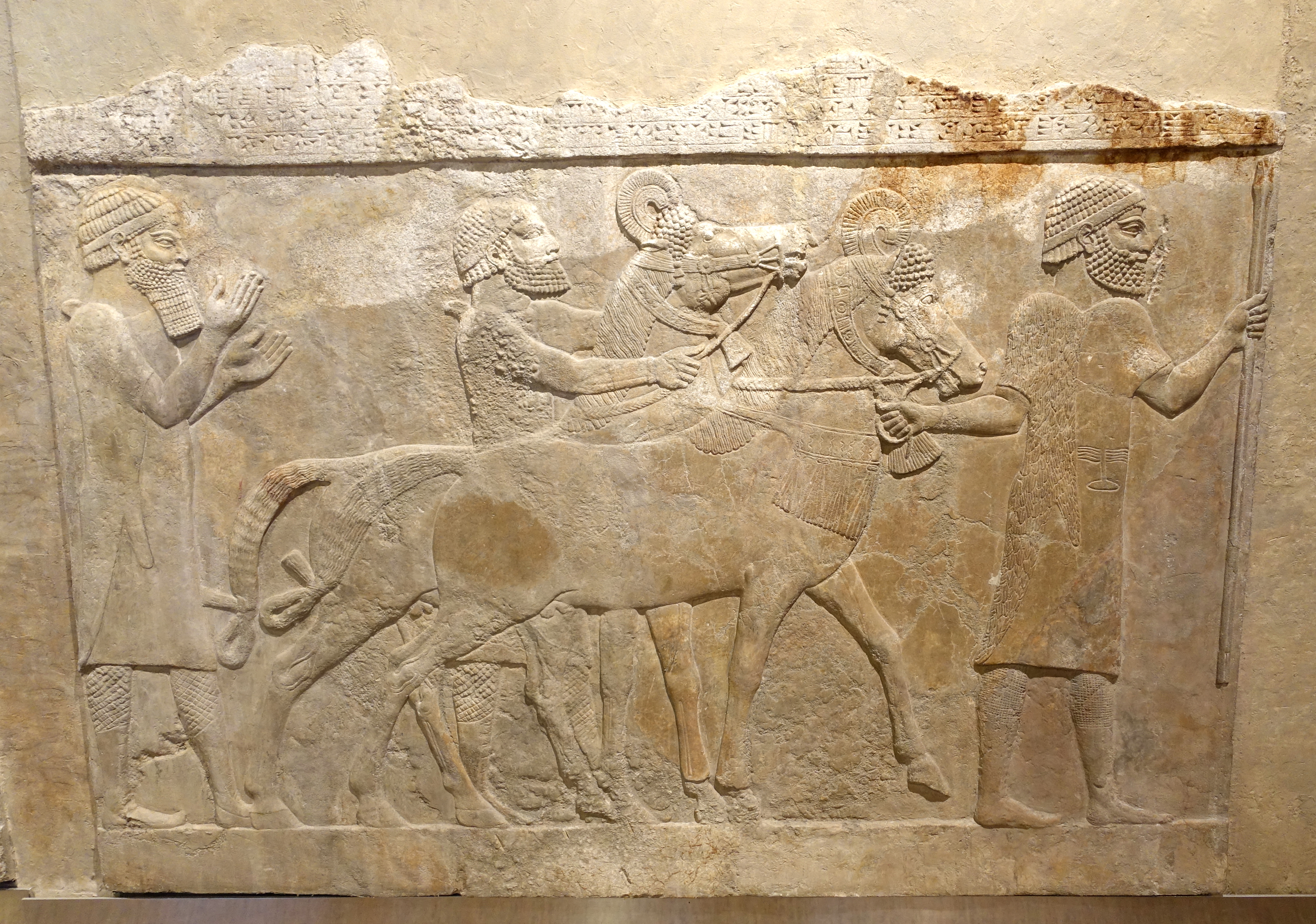
Tributarios conduciendo caballos, tal vez de Media o del país de Mushki. Bajorrelieve del corredor 10.
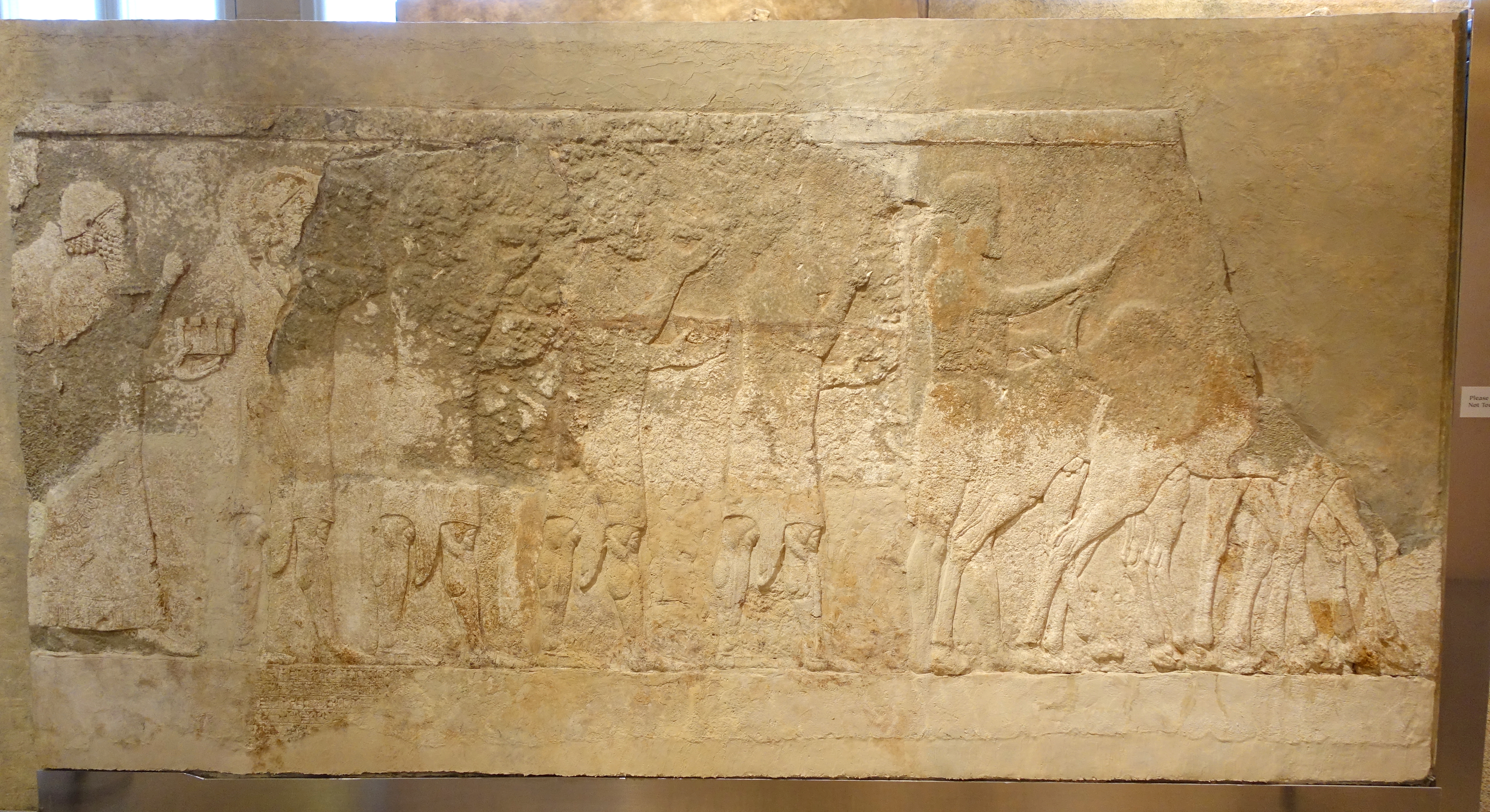
Tributarios llevando vasos y modelos de ciudades, tal vez originarios del país de Que (Cilicia). Bajorrelieve del corredor 10.
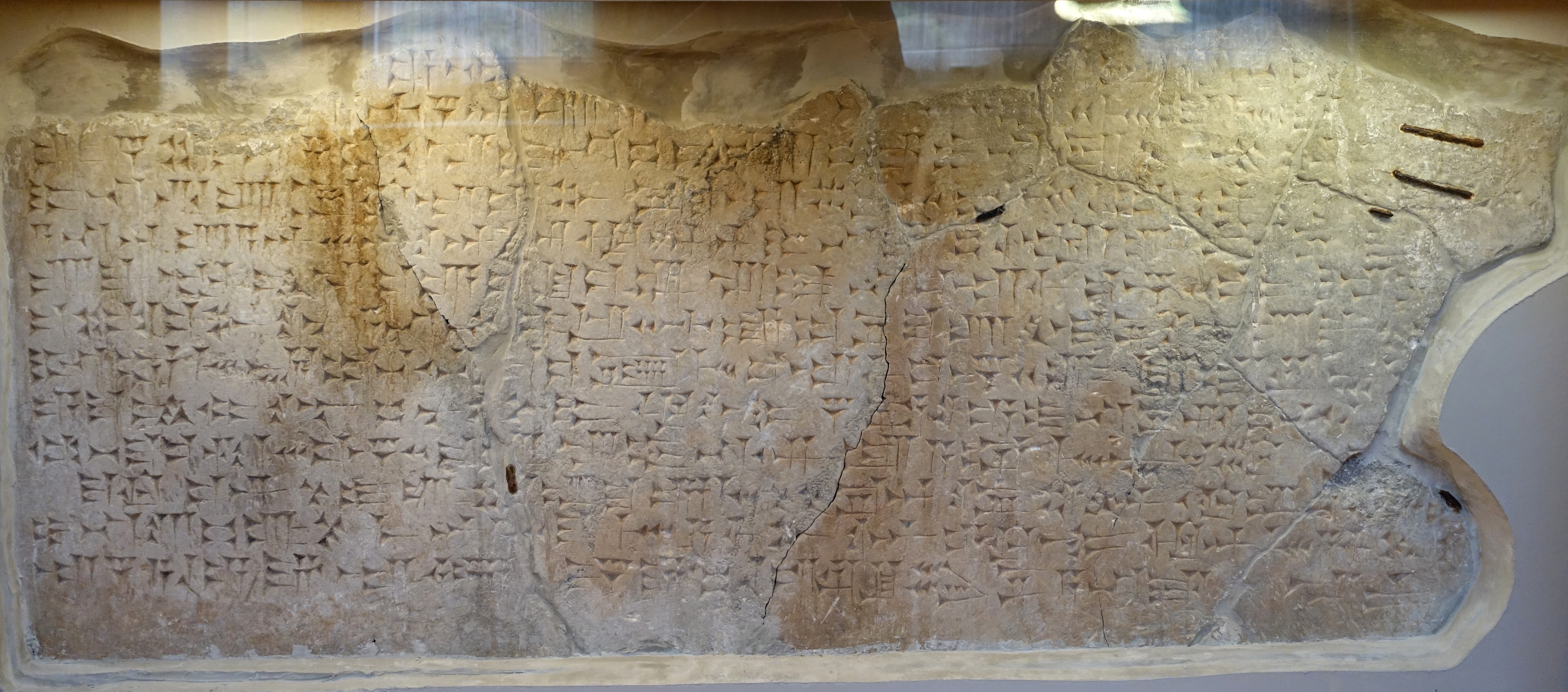
Inscripción para los dioses en el reverso de un bajorrelieve.

Las estatuas y bajorrelieves contienen numerosas inscripciones conmemorativas relacionadas con la construcción de la ciudad y los éxitos militares de Sargón II. Están grabadas en la cara de las esculturas, visibles para la gente del palacio, pero también en su reverso, probablemente para ser leídas por los poderes invisibles cuya bendición fue invocada para el rey y el palacio.
En las paredes que contienen los bajorrelieves también se han encontrado pinturas sobre ladrillos, generalmente situadas encima de las esculturas y que se encuentran en estado fragmentario; es el caso, por ejemplo, de la sala XII, identificada como baño, donde los frisos están compuestos por pequeños (unos diez centímetros) motivos hexagonales y circulares, así como por rosetas; en el salón del trono también se han encontrado motivos lineales, y es posible que los fragmentos hayan representado figuras, pero demasiado deteriorados para ser exactos. Ladrillos de color decoraban las puertas, bóvedas y ventanas, añadiendo a la riqueza de la decoración del palacio.

### Templos de la terraza palacial

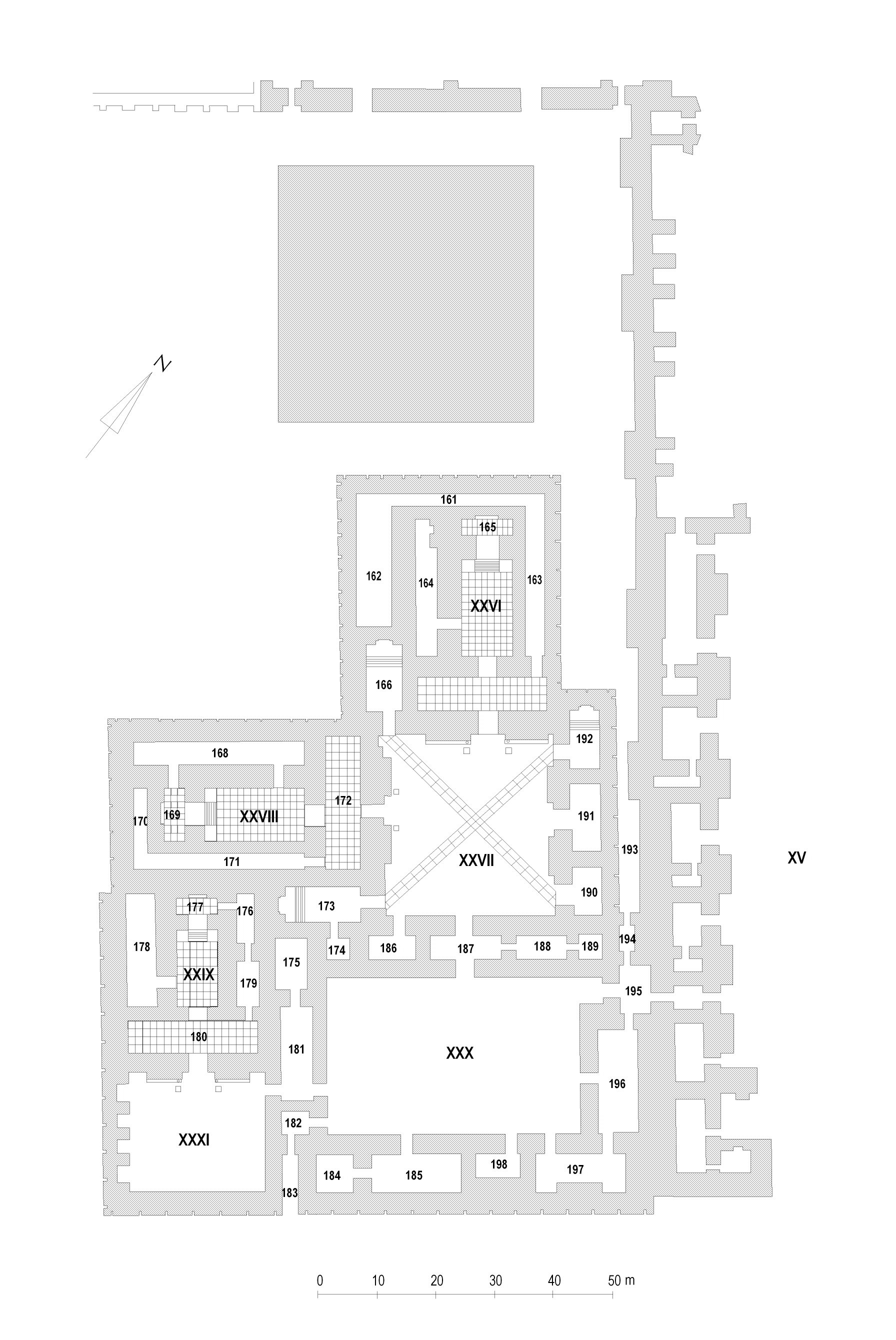
Los templos de la terraza palacial, según los registros de las excavaciones de Victor Place.

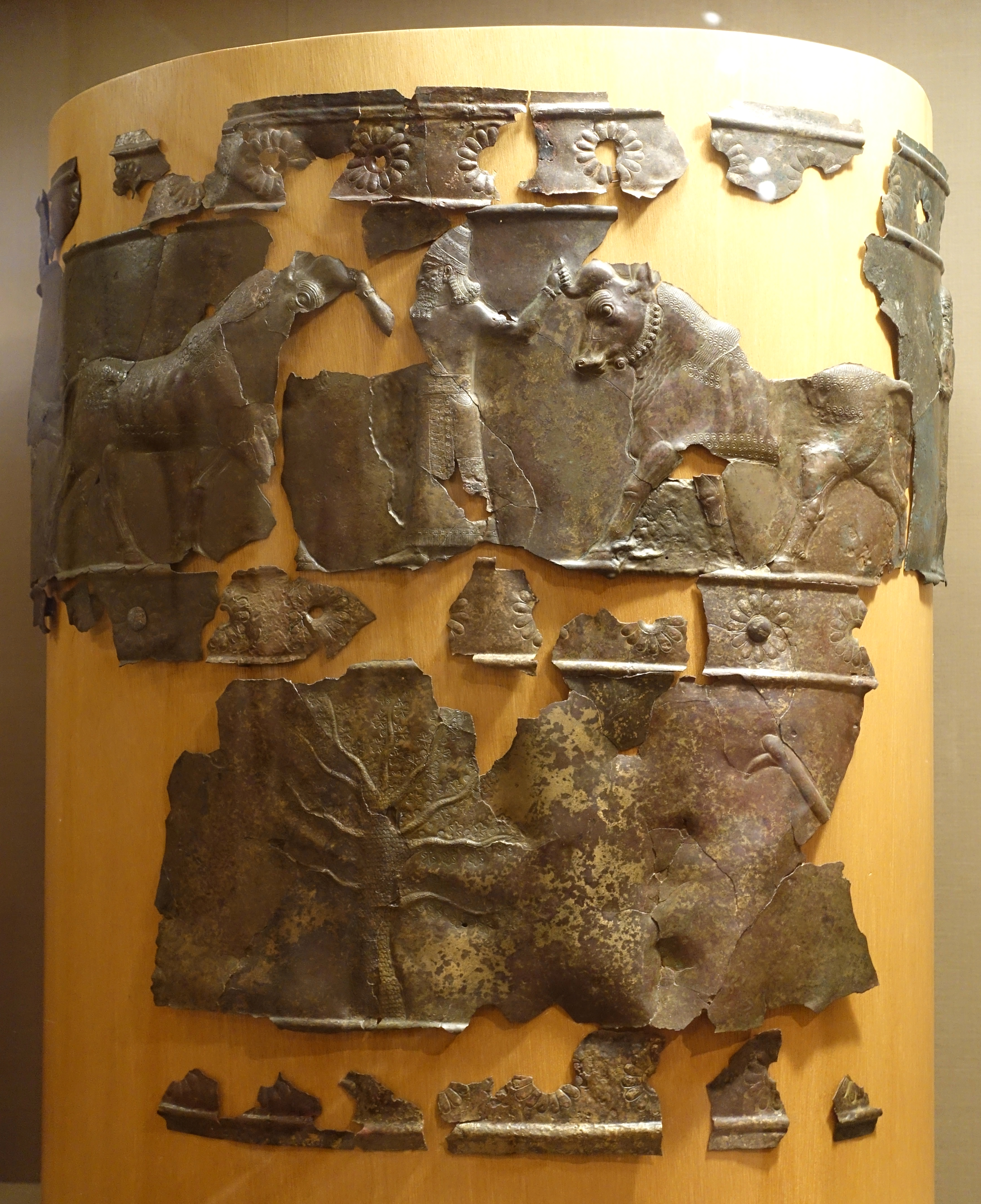
Placas de bronce grabadas del templo de Shamash: el hombre dominando los toros, árbol sagrado, motivos florales. Museo del Instituto Oriental de Chicago.

Los templos de la terraza palacial, que Victor Place había identificado como un "harén" pero cuya verdadera naturaleza ha sido probada por las excavaciones americanas, ocupan su flanco sur. Consisten en seis santuarios agrupados alrededor de tres patios y tres edificios principales. La circulación se organizó en torno al patio más grande, el patio XXX, al que se accedía desde el palacio a través de salas conectadas al patio XV. El patio XXX conducía a otros dos patios, el XXXI al sur y el XXVII al oeste, desde los que se accedía a las distintas salas de los santuarios. Se abrió  el patio XXVII sobre los lugares de culto de Sîn, Shamash, Adad, Ninurta y Enki. Los dos primeros tenían varias habitaciones y una disposición característica de un templo: una ante-celda barlongada que se abría a una celda oblonga con un podio al fondo, enmarcada por habitaciones laterales y largos pasillos. Las otras tres eran capillas bastante aisladas: el templo de Ninurta solo tiene una habitación anexa, las de Adad y Enki ninguna. El patio XXXI conducía al templo de Ningal, de aspecto similar en apariencia a los de Sin y Shamash.
Se había erigido un zigurat lejos de este complejo hacia el oeste y explorado por Place, quien lo identificó como un observatorio. Según sus planos, que fueron criticados, tenía una base cuadrada con 43 metros de lado y una elevación helicoidal, con pisos de unos 6 metros de altura, cada uno de ellos coloreado en un color particular (blanco, negro, rojo y azul para los cuatro que se conservaban en ese momento).

### Los otros edificios de la ciudadela

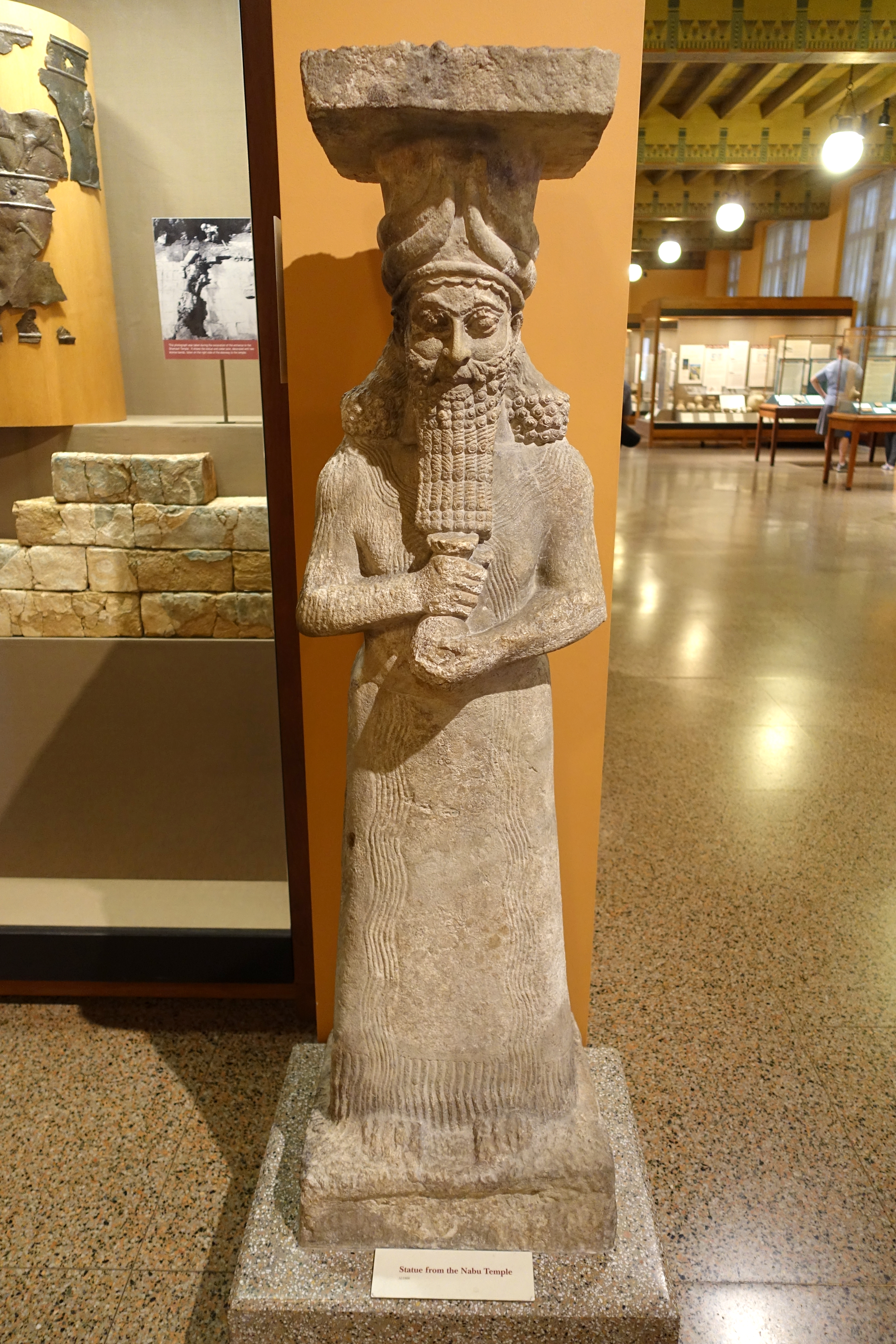
Estatua de una deidad protectora con un vaso que mana, proveniente del templo de Nabu. Museo del Instituto Oriental de Chicago.

El sector inferior de la acrópolis artificial, rodeado por una muralla interior que protege un área de unos 650 × 300 metros, incluye cuatro pequeños palacios y el templo de Nabu. Su posición bajo el área del palacio real indica arquitectónicamente la dependencia de los dignatarios que residían allí del soberano. Estos edificios fueron explorados durante las excavaciones americanas.

### Pequeños palacios
Los cuatro pequeños edificios palaciales, los edificios J, K, L y M en nombre de los excavadores, situados al pie de la terraza palaciega, siguen un plan modelado en el del palacio real y estaban destinados a altos dignatarios del imperio asirio. K y L, que han sido objeto de más excavaciones, son bien conocidos, mientras que los otros dos han sido poco exploradas y por lo tanto siguen siendo muy poco conocidos.
El Palacio L es el más grande, organizado alrededor de dos patios descentrados. Una inscripción que se ha descubierto allí indica que era la residencia del visir Sîn-aha-usur, el hermano de Sargón II. La parte norte del edificio estaba dedicada a la administración de esta figura. Un espacio al sur del edificio, originalmente cobijado bajo un pórtico y con suelo pavimentado, puede haber servido como mercado.
El palacio K está situado cerca del palacio. Sus dimensiones  son 140 × 110 metros y está organizado alrededor de dos patios, que parecen articular una separación de espacio entre la administración y las viviendas, como en el palacio real. Su ocupante es desconocido. En la zona de recepción del centro del patio se han colocado pinturas murales, que originalmente debían elevarse unos 12 metros, divididas en seis registros. Los frisos consisten en motivos geométricos, rosetas y animales. Una escena representaba al soberano rindiendo homenaje a una deidad, y otras representaban genios similares a los de los bajorrelieves del palacio real.

### Templo de Nabu
El templo de Nabu (edificio H) es el mayor templo aislado excavado en Dur-Sharrukin. Está dedicado a una de las deidades de la sabiduría, una de las más veneradas bajo los últimos gobernantes neoasirios, y específicamente por Sargón II. Se encuentra justo al sur de la terraza del palacio en su plataforma de 5 metros de altura, cerca de la rampa que lleva a la puerta del palacio. Con unas dimensiones de 132 × 85 metros y 45 habitaciones, se organiza en torno a dos patios sucesivos. Las habitaciones adyacentes incluyen alojamiento y áreas administrativas. La celda del templo está precedida por un vestíbulo. Su suelo está pavimentado, y tiene un podio y un nicho que se suponía que albergaba la estatua de culto de su dios principal. Está junto a otra habitación que iba a ser la celda de su padre, Tasmetu. Algunas de las paredes interiores fueron pintadas, otras exteriores fueron decoradas con ladrillos vidriados.

### Palacio F
Construido como el palacio sobre la muralla, de la que sobresale tanto por dentro como por fuera, y en una terraza elevada de 770 m², el Palacio F fue parcialmente explorado por equipos de la Universidad de Chicago. Se ha propuesto que sea el palacio del príncipe heredero, pero es probable que haya un arsenal (ekal māšarti, «palacio de la revista (militar)»), por analogía con edificios similares que también fueron aislados por una muralla en Kalkhu y Nínive. Incluía un palacio real al que se entraba por el noreste hacia un gran patio. Este patio se abría por un lado a través de una monumental puerta de tres entradas al salón del trono, y por otro lado a través de una puerta porticada a un área organizada alrededor de una gran terraza en la que se había erigido una unidad con varias salas de recepción.

### Edificios de la ciudad baja
Ha habido pocas excavaciones en la parte baja de la ciudad. El edificio G, cerca del centro de la ciudad, fue explorado durante las excavaciones francesas. El edificio Z, una gran residencia palaciega, fue parcialmente excavado por el equipo americano. El equipo iraquí, el último en investigar el lugar, descubrió un templo cerca de la acrópolis, dedicado a las deidades llamadas Sebitti.

### Introducciones sobre Dur-Sharrukin
- Frame, Grant (1997). «Khorsabad».  En Meyers (dir.), Eric M., ed. Oxford Encyclopaedia of Archaeology in the Ancient Near East (en inglés) 3. Oxford y Nueva York: Oxford University Press. pp. 295-298. OEANE.
- Battini, Laura; Villard, Pierre (2001). «Dûr-Šarrukîn».  En Joannès (dir.), F., ed. Dictionnaire de la civilisation mésopotamienne (en francés) (París): 248-251. DICO.
- Benoit, Agnès (2003). Art et archéologie : les civilisations du Proche-Orient ancien. Manuels de l'école du Louvre (en francés). París: Réunion des musées nationaux et du Grand Palais des Champs-Élysées. pp. 391-401. BEN.
- Albenda, Pauline (2003). «Dur-Sharrukin, the royal city of Sargon II, King of Assyria». Bulletin of the Canadian Society for Mesopotamian Studies (en inglés) 38: 5-13. ALB2. Consultado el 11 de febrero de 2020.
- Blocher, Felix (1997). «Eine Hauptstadt zieht um». Das Altertum (en alemán) (43): 21-43. BLO.

### Informes de excavaciones
- Paul-Émile Botta y Eugène Flandin, Monument de Ninive, en 5 volúmenes, París, (1849-1850) (en francés).
- Victor Place y Félix Thomas, Ninive et l'Assyrie, en 3 volúmenes, París, (1867-1970) (en francés).
- Frankfort, Henri; Loud, Gordon; Jacobsen, Thorkild (1936). «Khorsabad I : Excavations in the Palace and at the City Gate». Oriental Institute Publications (en inglés) (Chicago) (38).
- Loud, Gordon; Altman, Charles B. (1938). «Khorsabad II : the Citadel and the Town». Oriental Institute Publications (en inglés) (Chicago) (40).
- Safar, Fuad (1957). «The Temple of Sibitti at Khorsabad». Sumer (en inglés) (13): 219-221. SAF.

### Estudios sobre Jorsabad
- Fontan, Élisabeth; Chevalier, Nicole (1994). De Khorsabad à Paris: la découverte des Assyriens. Notes et documents des Musées de France (en francés). Réunion des musées nationaux. ISBN 2-7118-2864-6. PAR.
- Caubet, Annie (1995). Khorsabad, le palais de Sargon II, roi d'Assyrie. Louvre conférences et colloques (en francés). actes du colloque organisé au musée du Louvre les 21 et 22 janvier 1994. La Documentation française. ISBN 2-11-003416-5. COL.
- Albenda, Pauline (1986). The Palace of Sargon, King of Assyria: Monumental wall reliefs at Dur-Sharrukin, from original drawings made at the time of their discovery in 1843-1844 by Botta and Flandin. Synthèse C.N.R.S. (en inglés y francés) (22). París: Éditions Recherche sur les civilisations. ALB.
- Khorsabad: Capitale de Sargon II. Les dossiers d'archéologie hors-série n°4 (en francés). Dijon. 1994. DA.

### Textos
- Lackenbacher, Sylvie (1990). Le palais sans rival : Le récit de construction en Assyrie (en francés). París: La Découverte. ISBN 2-7071-1972-5. LAC.
- Fuchs, Andreas (1993). Die Inschriften Sargons II. aus Khorsabad (en alemán). Göttingen: Cuvillier verl. ISBN 978-3-930340-42-2. FUC.
- Parpola, Simo (1987). «Letters from Assyria and the West». The correspondance of Sargon II part I. States Archives of Assyria (en inglés) (Helsinki: Helsinki University Press) (1). SAA1.